# Liste der Kulturdenkmale in Berlin-Friedrichshain

Lage von Friedrichshain in Berlin

In der Liste der Kulturdenkmale von Friedrichshain sind die Kulturdenkmale des Berliner Ortsteils Friedrichshain im Bezirk Friedrichshain-Kreuzberg aufgeführt.

## Denkmalbereiche (Ensembles)
| Nr.      | Lage | Offizielle Bezeichnung | Bestandteile / Beschreibung | Bild                                                                                                  |
| -------- | --- | --- | --- | --- |
| 09095001 | Alt-Stralau (Lage) | Ringbahnbrücke Oberspree mit Bahndamm-Mauer, Stellwerk Tnt und Unterführung Gesamtanlage siehe: Alt-Stralau | | Teilansicht der Ringbahnbrücke                                                                        |
| 09095004 | Alt-Stralau 3/4 (Lage) | Teppichfabrik M. Protzen & Sohn Baudenkmal siehe: Alt-Stralau 3/4 | Weitere Bestandteile des Ensembles: | Weitere Bestandteile des Ensembles:                                                                   |
| 09095004 | Alt-Stralau 3/4 (Lage) | Teppichfabrik M. Protzen & Sohn Baudenkmal siehe: Alt-Stralau 3/4 | 09095006 – Alt-Stralau 4, Villa/Verwaltungsgebäude, um 1910 | Villa der Teppichfabrik Protzen                                                                       |
| 09095004 | Alt-Stralau 3/4 (Lage) | Teppichfabrik M. Protzen & Sohn Baudenkmal siehe: Alt-Stralau 3/4 | 09095007 – Alt-Stralau 4, Remise, um 1890 | Remise der Teppichfabrik Protzen                                                                      |
| 09095011 | Alt-Stralau 34 (Lage) | ehem. Gemeindeschule Alt-Stralau Baudenkmal siehe: Alt-Stralau 34 | Weiterer Bestandteil des Ensembles: | Weiterer Bestandteil des Ensembles:                                                                   |
| 09095011 | Alt-Stralau 34 (Lage) | ehem. Gemeindeschule Alt-Stralau Baudenkmal siehe: Alt-Stralau 34 | 09095013 – Alt-Stralau 34, Schulgebäude, 1891–1894 | Schule Alt Stralau 34                                                                                 |
| 09045004 | Bänschstraße 25, 29, 32–55, 57–74 Proskauer Straße 17A Samariterplatz Samariterstraße 14/15, 28 Voigtstraße 32, 33 (Lage) | Ev. Samariterkirche, Mietshäuser und Straßenanlage mit Mittelpromenade Baudenkmal siehe: Samariterkirche | Weitere Bestandteile des Ensembles: | Weitere Bestandteile des Ensembles:                                                                   |
| 09045004 | Bänschstraße 25, 29, 32–55, 57–74 Proskauer Straße 17A Samariterplatz Samariterstraße 14/15, 28 Voigtstraße 32, 33 (Lage) | Ev. Samariterkirche, Mietshäuser und Straßenanlage mit Mittelpromenade Baudenkmal siehe: Samariterkirche | 09045005 – Bänschstraße 25 / Proskauer Straße 17A, Mietshaus, 1903 | |
| 09045004 | Bänschstraße 25, 29, 32–55, 57–74 Proskauer Straße 17A Samariterplatz Samariterstraße 14/15, 28 Voigtstraße 32, 33 (Lage) | Ev. Samariterkirche, Mietshäuser und Straßenanlage mit Mittelpromenade Baudenkmal siehe: Samariterkirche | 09045006 – Bänschstraße 29, Mietshaus, 1903 von Franz Pohle | |
| 09045004 | Bänschstraße 25, 29, 32–55, 57–74 Proskauer Straße 17A Samariterplatz Samariterstraße 14/15, 28 Voigtstraße 32, 33 (Lage) | Ev. Samariterkirche, Mietshäuser und Straßenanlage mit Mittelpromenade Baudenkmal siehe: Samariterkirche | 09045023 – Bänschstraße 32, Mietshaus, 1902 | |
| 09045004 | Bänschstraße 25, 29, 32–55, 57–74 Proskauer Straße 17A Samariterplatz Samariterstraße 14/15, 28 Voigtstraße 32, 33 (Lage) | Ev. Samariterkirche, Mietshäuser und Straßenanlage mit Mittelpromenade Baudenkmal siehe: Samariterkirche | 09045007 – Bänschstraße 33, Mietshaus, 1905 von Franz Pohle | |
| 09045004 | Bänschstraße 25, 29, 32–55, 57–74 Proskauer Straße 17A Samariterplatz Samariterstraße 14/15, 28 Voigtstraße 32, 33 (Lage) | Ev. Samariterkirche, Mietshäuser und Straßenanlage mit Mittelpromenade Baudenkmal siehe: Samariterkirche | 09045024 – Bänschstraße 34, Mietshaus, 1902 | Bänschstraße 34                                                                                       |
| 09045004 | Bänschstraße 25, 29, 32–55, 57–74 Proskauer Straße 17A Samariterplatz Samariterstraße 14/15, 28 Voigtstraße 32, 33 (Lage) | Ev. Samariterkirche, Mietshäuser und Straßenanlage mit Mittelpromenade Baudenkmal siehe: Samariterkirche | 09045008 – Bänschstraße 35, Mietshaus, 1907 | |
| 09045004 | Bänschstraße 25, 29, 32–55, 57–74 Proskauer Straße 17A Samariterplatz Samariterstraße 14/15, 28 Voigtstraße 32, 33 (Lage) | Ev. Samariterkirche, Mietshäuser und Straßenanlage mit Mittelpromenade Baudenkmal siehe: Samariterkirche | 09045025 – Bänschstraße 36, Mietshaus, 1905 von Hugo Brodhun | |
| 09045004 | Bänschstraße 25, 29, 32–55, 57–74 Proskauer Straße 17A Samariterplatz Samariterstraße 14/15, 28 Voigtstraße 32, 33 (Lage) | Ev. Samariterkirche, Mietshäuser und Straßenanlage mit Mittelpromenade Baudenkmal siehe: Samariterkirche | 09045009 – Bänschstraße 37, Mietshaus, 1903 von R. Schmidt | |
| 09045004 | Bänschstraße 25, 29, 32–55, 57–74 Proskauer Straße 17A Samariterplatz Samariterstraße 14/15, 28 Voigtstraße 32, 33 (Lage) | Ev. Samariterkirche, Mietshäuser und Straßenanlage mit Mittelpromenade Baudenkmal siehe: Samariterkirche | 09045026 – Bänschstraße 38, Mietshaus, 1904 | |
| 09045004 | Bänschstraße 25, 29, 32–55, 57–74 Proskauer Straße 17A Samariterplatz Samariterstraße 14/15, 28 Voigtstraße 32, 33 (Lage) | Ev. Samariterkirche, Mietshäuser und Straßenanlage mit Mittelpromenade Baudenkmal siehe: Samariterkirche | 09045010 – Bänschstraße 39, Mietshaus, 1903 | |
| 09045004 | Bänschstraße 25, 29, 32–55, 57–74 Proskauer Straße 17A Samariterplatz Samariterstraße 14/15, 28 Voigtstraße 32, 33 (Lage) | Ev. Samariterkirche, Mietshäuser und Straßenanlage mit Mittelpromenade Baudenkmal siehe: Samariterkirche | 09045027 – Bänschstraße 40, Mietshaus, 1902 von Hugo Brodhun | |
| 09045004 | Bänschstraße 25, 29, 32–55, 57–74 Proskauer Straße 17A Samariterplatz Samariterstraße 14/15, 28 Voigtstraße 32, 33 (Lage) | Ev. Samariterkirche, Mietshäuser und Straßenanlage mit Mittelpromenade Baudenkmal siehe: Samariterkirche | 09045011 – Bänschstraße 41, Mietshaus, 1903 von Georg Becker | |
| 09045004 | Bänschstraße 25, 29, 32–55, 57–74 Proskauer Straße 17A Samariterplatz Samariterstraße 14/15, 28 Voigtstraße 32, 33 (Lage) | Ev. Samariterkirche, Mietshäuser und Straßenanlage mit Mittelpromenade Baudenkmal siehe: Samariterkirche | 09045028 – Bänschstraße 42, Mietshaus, 1902 | |
| 09045004 | Bänschstraße 25, 29, 32–55, 57–74 Proskauer Straße 17A Samariterplatz Samariterstraße 14/15, 28 Voigtstraße 32, 33 (Lage) | Ev. Samariterkirche, Mietshäuser und Straßenanlage mit Mittelpromenade Baudenkmal siehe: Samariterkirche | 09045012 – Bänschstraße 43, Mietshaus, 1903 | |
| 09045004 | Bänschstraße 25, 29, 32–55, 57–74 Proskauer Straße 17A Samariterplatz Samariterstraße 14/15, 28 Voigtstraße 32, 33 (Lage) | Ev. Samariterkirche, Mietshäuser und Straßenanlage mit Mittelpromenade Baudenkmal siehe: Samariterkirche | 09045029 – Bänschstraße 44, Mietshaus, 1903 von Hugo Brodhun | |
| 09045004 | Bänschstraße 25, 29, 32–55, 57–74 Proskauer Straße 17A Samariterplatz Samariterstraße 14/15, 28 Voigtstraße 32, 33 (Lage) | Ev. Samariterkirche, Mietshäuser und Straßenanlage mit Mittelpromenade Baudenkmal siehe: Samariterkirche | 09045013 – Bänschstraße 45, Mietshaus, 1904 von R. Schmidt | |
| 09045004 | Bänschstraße 25, 29, 32–55, 57–74 Proskauer Straße 17A Samariterplatz Samariterstraße 14/15, 28 Voigtstraße 32, 33 (Lage) | Ev. Samariterkirche, Mietshäuser und Straßenanlage mit Mittelpromenade Baudenkmal siehe: Samariterkirche | 09045030 – Bänschstraße 46, Mietshaus, 1902 von Hugo Brodhun | |
| 09045004 | Bänschstraße 25, 29, 32–55, 57–74 Proskauer Straße 17A Samariterplatz Samariterstraße 14/15, 28 Voigtstraße 32, 33 (Lage) | Ev. Samariterkirche, Mietshäuser und Straßenanlage mit Mittelpromenade Baudenkmal siehe: Samariterkirche | 09045014 – Bänschstraße 47, Mietshaus, 1903 von Franz Scheil | |
| 09045004 | Bänschstraße 25, 29, 32–55, 57–74 Proskauer Straße 17A Samariterplatz Samariterstraße 14/15, 28 Voigtstraße 32, 33 (Lage) | Ev. Samariterkirche, Mietshäuser und Straßenanlage mit Mittelpromenade Baudenkmal siehe: Samariterkirche | 09045031 – Bänschstraße 48, Mietshaus, 1902 von Hugo Brodhun | |
| 09045004 | Bänschstraße 25, 29, 32–55, 57–74 Proskauer Straße 17A Samariterplatz Samariterstraße 14/15, 28 Voigtstraße 32, 33 (Lage) | Ev. Samariterkirche, Mietshäuser und Straßenanlage mit Mittelpromenade Baudenkmal siehe: Samariterkirche | 09045015 – Bänschstraße 49, Mietshaus, 1903 von Franz Scheil | |
| 09045004 | Bänschstraße 25, 29, 32–55, 57–74 Proskauer Straße 17A Samariterplatz Samariterstraße 14/15, 28 Voigtstraße 32, 33 (Lage) | Ev. Samariterkirche, Mietshäuser und Straßenanlage mit Mittelpromenade Baudenkmal siehe: Samariterkirche | 09045032 – Bänschstraße 50, Mietshaus, 1902 von Hugo Brodhun | |
| 09045004 | Bänschstraße 25, 29, 32–55, 57–74 Proskauer Straße 17A Samariterplatz Samariterstraße 14/15, 28 Voigtstraße 32, 33 (Lage) | Ev. Samariterkirche, Mietshäuser und Straßenanlage mit Mittelpromenade Baudenkmal siehe: Samariterkirche | 09045016 – Bänschstraße 51, Mietshaus, 1902 von Hermann Korth | |
| 09045004 | Bänschstraße 25, 29, 32–55, 57–74 Proskauer Straße 17A Samariterplatz Samariterstraße 14/15, 28 Voigtstraße 32, 33 (Lage) | Ev. Samariterkirche, Mietshäuser und Straßenanlage mit Mittelpromenade Baudenkmal siehe: Samariterkirche | 09045033 – Bänschstraße 52–54 / Samariterstraße, Mietshaus, 1904 | |
| 09045004 | Bänschstraße 25, 29, 32–55, 57–74 Proskauer Straße 17A Samariterplatz Samariterstraße 14/15, 28 Voigtstraße 32, 33 (Lage) | Ev. Samariterkirche, Mietshäuser und Straßenanlage mit Mittelpromenade Baudenkmal siehe: Samariterkirche | 09045017 – Bänschstraße 53 / Samariterstraße 28, Mietshaus, 1901 von Hermann Korth | |
| 09045004 | Bänschstraße 25, 29, 32–55, 57–74 Proskauer Straße 17A Samariterplatz Samariterstraße 14/15, 28 Voigtstraße 32, 33 (Lage) | Ev. Samariterkirche, Mietshäuser und Straßenanlage mit Mittelpromenade Baudenkmal siehe: Samariterkirche | 09045018 – Bänschstraße 55 / Samariterstraße 15, Mietshaus, 1902 von R. Schmidt | |
| 09045004 | Bänschstraße 25, 29, 32–55, 57–74 Proskauer Straße 17A Samariterplatz Samariterstraße 14/15, 28 Voigtstraße 32, 33 (Lage) | Ev. Samariterkirche, Mietshäuser und Straßenanlage mit Mittelpromenade Baudenkmal siehe: Samariterkirche | 09045019 – Bänschstraße 57, Mietshaus, 1904 von W. Kind | |
| 09045004 | Bänschstraße 25, 29, 32–55, 57–74 Proskauer Straße 17A Samariterplatz Samariterstraße 14/15, 28 Voigtstraße 32, 33 (Lage) | Ev. Samariterkirche, Mietshäuser und Straßenanlage mit Mittelpromenade Baudenkmal siehe: Samariterkirche | 09045034 – Bänschstraße 58 / Samariterstraße 14, Mietshaus, 1903 von Franz Scheil | |
| 09045004 | Bänschstraße 25, 29, 32–55, 57–74 Proskauer Straße 17A Samariterplatz Samariterstraße 14/15, 28 Voigtstraße 32, 33 (Lage) | Ev. Samariterkirche, Mietshäuser und Straßenanlage mit Mittelpromenade Baudenkmal siehe: Samariterkirche | 09045020 – Bänschstraße 59, Mietshaus, 1909 | |
| 09045004 | Bänschstraße 25, 29, 32–55, 57–74 Proskauer Straße 17A Samariterplatz Samariterstraße 14/15, 28 Voigtstraße 32, 33 (Lage) | Ev. Samariterkirche, Mietshäuser und Straßenanlage mit Mittelpromenade Baudenkmal siehe: Samariterkirche | 09045035 – Bänschstraße 60, Mietshaus, 1903 von R. Schmidt | |
| 09045004 | Bänschstraße 25, 29, 32–55, 57–74 Proskauer Straße 17A Samariterplatz Samariterstraße 14/15, 28 Voigtstraße 32, 33 (Lage) | Ev. Samariterkirche, Mietshäuser und Straßenanlage mit Mittelpromenade Baudenkmal siehe: Samariterkirche | 09045021 – Bänschstraße 61, Mietshaus, 1909 von Robert Schwarz | |
| 09045004 | Bänschstraße 25, 29, 32–55, 57–74 Proskauer Straße 17A Samariterplatz Samariterstraße 14/15, 28 Voigtstraße 32, 33 (Lage) | Ev. Samariterkirche, Mietshäuser und Straßenanlage mit Mittelpromenade Baudenkmal siehe: Samariterkirche | 09045036 – Bänschstraße 62, Mietshaus, 1903 von R. Schmidt | |
| 09045004 | Bänschstraße 25, 29, 32–55, 57–74 Proskauer Straße 17A Samariterplatz Samariterstraße 14/15, 28 Voigtstraße 32, 33 (Lage) | Ev. Samariterkirche, Mietshäuser und Straßenanlage mit Mittelpromenade Baudenkmal siehe: Samariterkirche | 09045022 – Bänschstraße 63, Mietshaus, 1907 | |
| 09045004 | Bänschstraße 25, 29, 32–55, 57–74 Proskauer Straße 17A Samariterplatz Samariterstraße 14/15, 28 Voigtstraße 32, 33 (Lage) | Ev. Samariterkirche, Mietshäuser und Straßenanlage mit Mittelpromenade Baudenkmal siehe: Samariterkirche | 09045037 – Bänschstraße 64–66, Mietshaus, 1905 von R. Schmidt, Gebäudeteil Bänschstraße 64: Wiederaufbau 1950                                                                              | |
| 09045004 | Bänschstraße 25, 29, 32–55, 57–74 Proskauer Straße 17A Samariterplatz Samariterstraße 14/15, 28 Voigtstraße 32, 33 (Lage) | Ev. Samariterkirche, Mietshäuser und Straßenanlage mit Mittelpromenade Baudenkmal siehe: Samariterkirche | 09010018 – Bänschstraße 65, Mietshaus, 1906 von Richard Graeff | |
| 09045004 | Bänschstraße 25, 29, 32–55, 57–74 Proskauer Straße 17A Samariterplatz Samariterstraße 14/15, 28 Voigtstraße 32, 33 (Lage) | Ev. Samariterkirche, Mietshäuser und Straßenanlage mit Mittelpromenade Baudenkmal siehe: Samariterkirche | 09010019 – Bänschstraße 67, Mietshaus, 1906 von Arthur Rosenberg | |
| 09045004 | Bänschstraße 25, 29, 32–55, 57–74 Proskauer Straße 17A Samariterplatz Samariterstraße 14/15, 28 Voigtstraße 32, 33 (Lage) | Ev. Samariterkirche, Mietshäuser und Straßenanlage mit Mittelpromenade Baudenkmal siehe: Samariterkirche | 09010014 – Bänschstraße 68, Mietshaus, 1904 von Johannes Schmidt | |
| 09045004 | Bänschstraße 25, 29, 32–55, 57–74 Proskauer Straße 17A Samariterplatz Samariterstraße 14/15, 28 Voigtstraße 32, 33 (Lage) | Ev. Samariterkirche, Mietshäuser und Straßenanlage mit Mittelpromenade Baudenkmal siehe: Samariterkirche | 09010020 – Bänschstraße 69, Mietshaus, 1906 von Paul Altermann | |
| 09045004 | Bänschstraße 25, 29, 32–55, 57–74 Proskauer Straße 17A Samariterplatz Samariterstraße 14/15, 28 Voigtstraße 32, 33 (Lage) | Ev. Samariterkirche, Mietshäuser und Straßenanlage mit Mittelpromenade Baudenkmal siehe: Samariterkirche | 09010015 – Bänschstraße 70, Mietshaus, 1904 von Hugo Lehmann | |
| 09045004 | Bänschstraße 25, 29, 32–55, 57–74 Proskauer Straße 17A Samariterplatz Samariterstraße 14/15, 28 Voigtstraße 32, 33 (Lage) | Ev. Samariterkirche, Mietshäuser und Straßenanlage mit Mittelpromenade Baudenkmal siehe: Samariterkirche | 09010021 – Bänschstraße 71, Mietshaus, 1908 von Albert Altermann | |
| 09045004 | Bänschstraße 25, 29, 32–55, 57–74 Proskauer Straße 17A Samariterplatz Samariterstraße 14/15, 28 Voigtstraße 32, 33 (Lage) | Ev. Samariterkirche, Mietshäuser und Straßenanlage mit Mittelpromenade Baudenkmal siehe: Samariterkirche | 09010016 – Bänschstraße 72, Mietshaus, 1905 von Leo Spichalski | |
| 09045004 | Bänschstraße 25, 29, 32–55, 57–74 Proskauer Straße 17A Samariterplatz Samariterstraße 14/15, 28 Voigtstraße 32, 33 (Lage) | Ev. Samariterkirche, Mietshäuser und Straßenanlage mit Mittelpromenade Baudenkmal siehe: Samariterkirche | 09010022 – Bänschstraße 73 / Voigtstraße 32, Mietshaus, 1903 von Leo Spichalski | |
| 09045004 | Bänschstraße 25, 29, 32–55, 57–74 Proskauer Straße 17A Samariterplatz Samariterstraße 14/15, 28 Voigtstraße 32, 33 (Lage) | Ev. Samariterkirche, Mietshäuser und Straßenanlage mit Mittelpromenade Baudenkmal siehe: Samariterkirche | 09010017 – Bänschstraße 74 / Voigtstraße 33, Mietshaus, um 1904 | |
| 09045128 | Boxhagener Straße 70-71D, 72 (Lage) | Wohngebäude und Ställe Baudenkmale siehe: Boxhagener Straße 70, 72 | Weitere Bestandteile des Ensembles: | Weitere Bestandteile des Ensembles:                                                                   |
| 09045128 | Boxhagener Straße 70-71D, 72 (Lage) | Wohngebäude und Ställe Baudenkmale siehe: Boxhagener Straße 70, 72 | 09045131 – Boxhagener Straße 71, Mietshaus, 1902 von Hermann Krägenbrink | |
| 09045128 | Boxhagener Straße 70-71D, 72 (Lage) | Wohngebäude und Ställe Baudenkmale siehe: Boxhagener Straße 70, 72 | 09045130 – Boxhagener Straße 71A–B, Stall, 1885 von Hermann Krägenbrink | |
| 09045128 | Boxhagener Straße 70-71D, 72 (Lage) | Wohngebäude und Ställe Baudenkmale siehe: Boxhagener Straße 70, 72 | 09045133 – Boxhagener Straße 71C, Stall, um 1895 von Hermann Krägenbrink | |
| 09045128 | Boxhagener Straße 70-71D, 72 (Lage) | Wohngebäude und Ställe Baudenkmale siehe: Boxhagener Straße 70, 72 | 09045134 – Boxhagener Straße 71D, Schmiede, 1923–1924 | |
| 09045136 | Boxhagener Straße 73, 77–78 (Lage) | Industrieanlagen | Bestandteile des Ensembles: | Bestandteile des Ensembles:                                                                           |
| 09045136 | Boxhagener Straße 73, 77–78 (Lage) | Industrieanlagen | 09045137 – Boxhagener Straße 73, Etagenfabrikbauten der Schraubenfabrik Sudicatis, um 1895                                                                                                 | Etagenfabrikbauten der Schraubenfabrik Sudicatis                                                      |
| 09045136 | Boxhagener Straße 73, 77–78 (Lage) | Industrieanlagen | 09045138 – Boxhagener Straße 77–78 / Weserstraße 44/45, Fabrik für elektrische Instrumente Paul Meyer mit Werkstatt                                                                        | |
| 09045136 | Boxhagener Straße 73, 77–78 (Lage) | Industrieanlagen | Wohn- und Bürogebäude, um 1895 | |
| 09045065 | Colbestraße 20–24 Scharnweberstraße 37 (Lage) | Mietshäuser | Bestandteile des Ensembles: | Bestandteile des Ensembles:                                                                           |
| 09045065 | Colbestraße 20–24 Scharnweberstraße 37 (Lage) | Mietshäuser | 09045066 – Colbestraße 20 / Scharnweberstraße 37, Mietshaus, um 1875 von F. Siegenthaler                                                                                                   | Colbestraße 20                                                                                        |
| 09045065 | Colbestraße 20–24 Scharnweberstraße 37 (Lage) | Mietshäuser | 09045125 – Colbestraße 21, Mietshaus, 1887 von Wilhelm Magnus | Colbestraße 21                                                                                        |
| 09045065 | Colbestraße 20–24 Scharnweberstraße 37 (Lage) | Mietshäuser | 09045067 – Colbestraße 22, Mietshaus, um 1875 von Paul Fehr | Colbestraße 22                                                                                        |
| 09045065 | Colbestraße 20–24 Scharnweberstraße 37 (Lage) | Mietshäuser | 09045126 – Colbestraße 23, Mietshaus, 1873 von Paul Fehr | Colbestraße 23                                                                                        |
| 09045065 | Colbestraße 20–24 Scharnweberstraße 37 (Lage) | Mietshäuser | 09045068 – Colbestraße 24, Mietshaus, um 1875 | Colbestraße 24                                                                                        |
| 09045038 | Dolziger Straße 8–13 (Lage) | Mietshäuser | Bestandteile des Ensembles: | Bestandteile des Ensembles:                                                                           |
| 09045038 | Dolziger Straße 8–13 (Lage) | Mietshäuser | 09045039 – Dolziger Straße 8, Mietshaus, 1908 von J. Ludwig und Gustav Lanzendorf | |
| 09045038 | Dolziger Straße 8–13 (Lage) | Mietshäuser | 09045040 – Dolziger Straße 9, Mietshaus, 1905–1906 von Emil Kusche | |
| 09045038 | Dolziger Straße 8–13 (Lage) | Mietshäuser | 09045041 – Dolziger Straße 10, Mietshaus, 1905–1907 von Emil Kusche | |
| 09045038 | Dolziger Straße 8–13 (Lage) | Mietshäuser | 09045042 – Dolziger Straße 11, Mietshaus, 1905–1907 von Franz Scheil | |
| 09045038 | Dolziger Straße 8–13 (Lage) | Mietshäuser | 09045043 – Dolziger Straße 12, Mietshaus, 1904–1906 von Franz Scheil | |
| 09045038 | Dolziger Straße 8–13 (Lage) | Mietshäuser | 09045044 – Dolziger Straße 13, Mietshaus, 1902–1903 von Wilhelm Peschke | |
| 09095123 | Ehrenbergstraße 11–14, 17–23 Naglerstraße 4–8, 17/18 Rotherstraße 6–15, 16–23 Rudolfstraße 9/10 Warschauer Platz 9/10 (Lage) | Industrieanlage Auergesellschaft, später Osram und Narva (siehe Oberbaum City) Baudenkmale siehe: Ehrenbergstraße 11–14; 17/18; 19–23 Naglerstraße 17/18 | Ehemaliger Bestandteil des Ensembles: | Ehemaliger Bestandteil des Ensembles:                                                                 |
| 09095123 | Ehrenbergstraße 11–14, 17–23 Naglerstraße 4–8, 17/18 Rotherstraße 6–15, 16–23 Rudolfstraße 9/10 Warschauer Platz 9/10 (Lage) | Industrieanlage Auergesellschaft, später Osram und Narva (siehe Oberbaum City) Baudenkmale siehe: Ehrenbergstraße 11–14; 17/18; 19–23 Naglerstraße 17/18 | 09095129 – Rudolfstraße / Ehrenbergstraße, Straßenpflasterung und Gleise | |
| 09045091 | Frankfurter Allee 82–84 Finowstraße 1–4 (Lage) | Wohn- und Geschäftshaus und Mietshäuser Baudenkmale siehe: Finowstraße 3/4 Frankfurter Allee 82; 84 | Weiterer Bestandteil des Ensembles: | Weiterer Bestandteil des Ensembles:                                                                   |
| 09045091 | Frankfurter Allee 82–84 Finowstraße 1–4 (Lage) | Wohn- und Geschäftshaus und Mietshäuser Baudenkmale siehe: Finowstraße 3/4 Frankfurter Allee 82; 84 | 09045094 – Finowstraße 2/2A, Mietshaus, 1905 von Adolf Günther | Frankfurter Allee/Finowstraße                                                                         |
| 09085024 | Friedenstraße 80–82 Landsberger Allee 48–50 (Lage) | Friedhöfe II und V der Ev. Georgen-Parochialgemeinde und Friedhof der Ev. St. Petri-Luisenstadt-Kirchengemeinde Baudenkmale siehe: Friedenstraße 80, 81 Gartendenkmale siehe: Friedenstraße 80, 81 | Weiterer Bestandteil des Ensembles: | Weiterer Bestandteil des Ensembles:                                                                   |
| 09085024 | Friedenstraße 80–82 Landsberger Allee 48–50 (Lage) | Friedhöfe II und V der Ev. Georgen-Parochialgemeinde und Friedhof der Ev. St. Petri-Luisenstadt-Kirchengemeinde Baudenkmale siehe: Friedenstraße 80, 81 Gartendenkmale siehe: Friedenstraße 80, 81 | 09085080 – Friedenstraße 82, Grabstätten auf dem Friedhof V der Georgen-Parochialgemeinde                                                                                                  | eh. Familiengrabstätten                                                                               |
| 09085058 | Friedenstraße 91, 91A Pufendorfstraße 3 (Lage) | Böhmisches Brauhaus Baudenkmal siehe: Friedenstraße 91, 91A | Weiterer Bestandteil des Ensembles: | Weiterer Bestandteil des Ensembles:                                                                   |
| 09085058 | Friedenstraße 91, 91A Pufendorfstraße 3 (Lage) | Böhmisches Brauhaus Baudenkmal siehe: Friedenstraße 91, 91A | 09085063 – Pufendorfstraße 3, Gär- und Lagerkeller, 1868–1869 | |
| 09085058 | Friedenstraße 91, 91A Pufendorfstraße 3 (Lage) | Böhmisches Brauhaus Baudenkmal siehe: Friedenstraße 91, 91A | Ehemalige Bestandteile des Ensembles: | |
| 09085058 | Friedenstraße 91, 91A Pufendorfstraße 3 (Lage) | Böhmisches Brauhaus Baudenkmal siehe: Friedenstraße 91, 91A | 09085060 – Sudhaus, 1868/69 von G. Dittrich | Sudhaus                                                                                               |
| 09085058 | Friedenstraße 91, 91A Pufendorfstraße 3 (Lage) | Böhmisches Brauhaus Baudenkmal siehe: Friedenstraße 91, 91A | 09085061 – Maschinenhaus, um 1870 | |
| 09085058 | Friedenstraße 91, 91A Pufendorfstraße 3 (Lage) | Böhmisches Brauhaus Baudenkmal siehe: Friedenstraße 91, 91A | 09085062 – alte Mälzerei, 1868–1869 von G. Dittrich | |
| 09085058 | Friedenstraße 91, 91A Pufendorfstraße 3 (Lage) | Böhmisches Brauhaus Baudenkmal siehe: Friedenstraße 91, 91A | 09085064 – neue Mälzerei, um 1880 | |
| 09085058 | Friedenstraße 91, 91A Pufendorfstraße 3 (Lage) | Böhmisches Brauhaus Baudenkmal siehe: Friedenstraße 91, 91A | unbekannt – Produktions- und Wirtschaftsgebäude, um 1875 | |
| 09085058 | Friedenstraße 91, 91A Pufendorfstraße 3 (Lage) | Böhmisches Brauhaus Baudenkmal siehe: Friedenstraße 91, 91A | unbekannt – Darren, um 1875 | |
| 09085058 | Friedenstraße 91, 91A Pufendorfstraße 3 (Lage) | Böhmisches Brauhaus Baudenkmal siehe: Friedenstraße 91, 91A | unbekannt – Comptoir- und Beamtenhaus, 1868–1869 | |
| 09070003 | Gabriel-Max-Straße 3, 20 (Lage) | Mietshäuser | Bestandteile des Ensembles: | Bestandteile des Ensembles:                                                                           |
| 09070003 | Gabriel-Max-Straße 3, 20 (Lage) | Mietshäuser | 09070007 – Gabriel-Max-Straße 3, Mietshaus, 1908 | |
| 09070003 | Gabriel-Max-Straße 3, 20 (Lage) | Mietshäuser | 09070009 – Gabriel-Max-Straße 20, Mietshaus, 1904 von Franz Lähn und Hermann Benster | |
| 09045148 | Georgenkirchstraße 69/70 Friedenstraße 2 (Lage) | Ev. Missionshaus, Gemeindehaus, Wohn- und Wirtschaftsgebäude mit Einfriedung Baudenkmale siehe: Georgenkirchstraße 69, 70 | Weiterer Bestandteil des Ensembles: | Weiterer Bestandteil des Ensembles:                                                                   |
| 09045148 | Georgenkirchstraße 69/70 Friedenstraße 2 (Lage) | Ev. Missionshaus, Gemeindehaus, Wohn- und Wirtschaftsgebäude mit Einfriedung Baudenkmale siehe: Georgenkirchstraße 69, 70 | 09045151 – Georgenkirchstraße 69, Einfriedung, 1899 von A. Heinel aus Friedenau | |
| 09045148 | Georgenkirchstraße 69/70 Friedenstraße 2 (Lage) | Ev. Missionshaus, Gemeindehaus, Wohn- und Wirtschaftsgebäude mit Einfriedung Baudenkmale siehe: Georgenkirchstraße 69, 70 | Ehemaliger Bestandteil des Ensembles: | |
| 09045148 | Georgenkirchstraße 69/70 Friedenstraße 2 (Lage) | Ev. Missionshaus, Gemeindehaus, Wohn- und Wirtschaftsgebäude mit Einfriedung Baudenkmale siehe: Georgenkirchstraße 69, 70 | 09045152 – Georgenkirchstraße 69–70, Waschküchenhaus/Stall, 1873, Umbau, 1899, 2021 aberkannt                                                                                              | |
| 09070002 | Grünberger Straße 44/54 Kopernikusstraße 25A–C (Lage) | Mietshäuser und Gewerbehofanlagen Baudenkmale siehe: Grünberger Straße 50; 54 | Weitere Bestandteile des Ensembles: | Weitere Bestandteile des Ensembles:                                                                   |
| 09070002 | Grünberger Straße 44/54 Kopernikusstraße 25A–C (Lage) | Mietshäuser und Gewerbehofanlagen Baudenkmale siehe: Grünberger Straße 50; 54 | 09070031 – Grünberger Straße 44, 46/48A, Mietshäuser, um 1954 | |
| 09070002 | Grünberger Straße 44/54 Kopernikusstraße 25A–C (Lage) | Mietshäuser und Gewerbehofanlagen Baudenkmale siehe: Grünberger Straße 50; 54 | 09070332 – Grünberger Straße 44A, Fabrik, 1904 | |
| 09070002 | Grünberger Straße 44/54 Kopernikusstraße 25A–C (Lage) | Mietshäuser und Gewerbehofanlagen Baudenkmale siehe: Grünberger Straße 50; 54 | 09070032 – Grünberger Straße 48B, Fabrikgebäude, 1901 | |
| 09070002 | Grünberger Straße 44/54 Kopernikusstraße 25A–C (Lage) | Mietshäuser und Gewerbehofanlagen Baudenkmale siehe: Grünberger Straße 50; 54 | 09070034 – Grünberger Straße 52, Mietshaus, 1907 von Heinrich Hubracht | |
| 09070002 | Grünberger Straße 44/54 Kopernikusstraße 25A–C (Lage) | Mietshäuser und Gewerbehofanlagen Baudenkmale siehe: Grünberger Straße 50; 54 | Fabrik, 1907 von Heinrich Hubracht | |
| 09070002 | Grünberger Straße 44/54 Kopernikusstraße 25A–C (Lage) | Mietshäuser und Gewerbehofanlagen Baudenkmale siehe: Grünberger Straße 50; 54 | 09070335 – Kopernikusstraße 23, Fabrik, um 1905 | |
| 09070002 | Grünberger Straße 44/54 Kopernikusstraße 25A–C (Lage) | Mietshäuser und Gewerbehofanlagen Baudenkmale siehe: Grünberger Straße 50; 54 | 09070336 – Warschauer Straße 70A, Fabrik, 1904 von H. und W. Schneider | |
| 09085137 | Karl-Marx-Allee 53/67, 54/68, 71/91B, 72/90, 92/100, 93/103B, 102/104, 105/131, 106/128, 131A, 132/140, 133/143 Am Comeniusplatz 6 Andreasstraße 46 Auerstraße 8/20, 13/17, 24/30 Frankfurter Allee 1/5, 2/14, 7/27, 16/26 Frankfurter Tor 1–9 Fredersdorfer Straße 13–15, 25–27 Graudenzer Straße 1A-D, 2/10, 5A-D, 9A-D, 12/20, 15C/21E Grünberger Straße 1/11 Gubener Straße 2A-E, 11-14A, 17-19, 52-58 Hildegard-Jadamowitz-Straße 1 Kadiner Straße 12 Koppenstraße 31–33 Lasdehner Straße 24/30, 31-32 Lebuser Straße 17 Löwestraße 6/28, 25/29 Marchlewskistraße 16/24, 25-25C, 26/30, 49-51, 57, 59-61, 63 Niederbarnimstraße 1 Proskauer Straße 37-38 Richard Sorge-Straße 7–9, 83, 84 Rüdersdorfer Straße 70 Straße der Pariser Kommune 43 Strausberger Platz 1–19 Warschauer Straße 83–85 Weberwiese Wedekindstraße 7/15, 10, 17–25 Weidenweg 5/21, 23/27, 29/49 (Lage) | I. Bauabschnitt Karl-Marx-Allee, Wohn- und Geschäftsbauten, Wohnanlagen, Sozial- und Kulturbauten, Fabrikanlage, Grünflächen und Grünanlagen, Promenaden, Brunnenanlagen, Verkehrsflächen, Wohngrünanlagen und Spielplätze Gesamtanlagen siehe: Auerstraße 8–20… Frankfurter Allee 1–6… Frankfurter Tor 1–9 Karl-Marx-Allee 53/67…, 71/91B…; 92/100…; 102/04…; 105/131…; 132/138… Marchlewskistraße 16/24… Strausberger Platz 1–19 Baudenkmale siehe: Auerstraße 13/17 Hildegard-Jadamowitz-Straße 1 Karl-Marx-Allee 131A Warschauer Straße 83–85 Gartendenkmale siehe: Strausberger Platz Weberwiese | Weitere Bestandteile des Ensembles: (siehe auch Denkmalliste Mitte, Ensemble Karl-Marx-Allee 4-11...)                                                                                      | Weitere Bestandteile des Ensembles: (siehe auch Denkmalliste Mitte, Ensemble Karl-Marx-Allee 4-11...) |
| 09085137 | Karl-Marx-Allee 53/67, 54/68, 71/91B, 72/90, 92/100, 93/103B, 102/104, 105/131, 106/128, 131A, 132/140, 133/143 Am Comeniusplatz 6 Andreasstraße 46 Auerstraße 8/20, 13/17, 24/30 Frankfurter Allee 1/5, 2/14, 7/27, 16/26 Frankfurter Tor 1–9 Fredersdorfer Straße 13–15, 25–27 Graudenzer Straße 1A-D, 2/10, 5A-D, 9A-D, 12/20, 15C/21E Grünberger Straße 1/11 Gubener Straße 2A-E, 11-14A, 17-19, 52-58 Hildegard-Jadamowitz-Straße 1 Kadiner Straße 12 Koppenstraße 31–33 Lasdehner Straße 24/30, 31-32 Lebuser Straße 17 Löwestraße 6/28, 25/29 Marchlewskistraße 16/24, 25-25C, 26/30, 49-51, 57, 59-61, 63 Niederbarnimstraße 1 Proskauer Straße 37-38 Richard Sorge-Straße 7–9, 83, 84 Rüdersdorfer Straße 70 Straße der Pariser Kommune 43 Strausberger Platz 1–19 Warschauer Straße 83–85 Weberwiese Wedekindstraße 7/15, 10, 17–25 Weidenweg 5/21, 23/27, 29/49 (Lage) | I. Bauabschnitt Karl-Marx-Allee, Wohn- und Geschäftsbauten, Wohnanlagen, Sozial- und Kulturbauten, Fabrikanlage, Grünflächen und Grünanlagen, Promenaden, Brunnenanlagen, Verkehrsflächen, Wohngrünanlagen und Spielplätze Gesamtanlagen siehe: Auerstraße 8–20… Frankfurter Allee 1–6… Frankfurter Tor 1–9 Karl-Marx-Allee 53/67…, 71/91B…; 92/100…; 102/04…; 105/131…; 132/138… Marchlewskistraße 16/24… Strausberger Platz 1–19 Baudenkmale siehe: Auerstraße 13/17 Hildegard-Jadamowitz-Straße 1 Karl-Marx-Allee 131A Warschauer Straße 83–85 Gartendenkmale siehe: Strausberger Platz Weberwiese | 09085083 – Grünflächen und Grünanlagen, Promenaden und Brunnenanlagen, Verkehrsflächen, Wohngrünanlagen und Spielplätze, 1953–1968 von Reinhold Lingner, Helmut Kruse u. a.                | |
| 09085137 | Karl-Marx-Allee 53/67, 54/68, 71/91B, 72/90, 92/100, 93/103B, 102/104, 105/131, 106/128, 131A, 132/140, 133/143 Am Comeniusplatz 6 Andreasstraße 46 Auerstraße 8/20, 13/17, 24/30 Frankfurter Allee 1/5, 2/14, 7/27, 16/26 Frankfurter Tor 1–9 Fredersdorfer Straße 13–15, 25–27 Graudenzer Straße 1A-D, 2/10, 5A-D, 9A-D, 12/20, 15C/21E Grünberger Straße 1/11 Gubener Straße 2A-E, 11-14A, 17-19, 52-58 Hildegard-Jadamowitz-Straße 1 Kadiner Straße 12 Koppenstraße 31–33 Lasdehner Straße 24/30, 31-32 Lebuser Straße 17 Löwestraße 6/28, 25/29 Marchlewskistraße 16/24, 25-25C, 26/30, 49-51, 57, 59-61, 63 Niederbarnimstraße 1 Proskauer Straße 37-38 Richard Sorge-Straße 7–9, 83, 84 Rüdersdorfer Straße 70 Straße der Pariser Kommune 43 Strausberger Platz 1–19 Warschauer Straße 83–85 Weberwiese Wedekindstraße 7/15, 10, 17–25 Weidenweg 5/21, 23/27, 29/49 (Lage) | I. Bauabschnitt Karl-Marx-Allee, Wohn- und Geschäftsbauten, Wohnanlagen, Sozial- und Kulturbauten, Fabrikanlage, Grünflächen und Grünanlagen, Promenaden, Brunnenanlagen, Verkehrsflächen, Wohngrünanlagen und Spielplätze Gesamtanlagen siehe: Auerstraße 8–20… Frankfurter Allee 1–6… Frankfurter Tor 1–9 Karl-Marx-Allee 53/67…, 71/91B…; 92/100…; 102/04…; 105/131…; 132/138… Marchlewskistraße 16/24… Strausberger Platz 1–19 Baudenkmale siehe: Auerstraße 13/17 Hildegard-Jadamowitz-Straße 1 Karl-Marx-Allee 131A Warschauer Straße 83–85 Gartendenkmale siehe: Strausberger Platz Weberwiese | 09085142 – Grünberger Straße 1/11 / Kadiner Straße 12, Wohnanlage, um 1955 | |
| 09085137 | Karl-Marx-Allee 53/67, 54/68, 71/91B, 72/90, 92/100, 93/103B, 102/104, 105/131, 106/128, 131A, 132/140, 133/143 Am Comeniusplatz 6 Andreasstraße 46 Auerstraße 8/20, 13/17, 24/30 Frankfurter Allee 1/5, 2/14, 7/27, 16/26 Frankfurter Tor 1–9 Fredersdorfer Straße 13–15, 25–27 Graudenzer Straße 1A-D, 2/10, 5A-D, 9A-D, 12/20, 15C/21E Grünberger Straße 1/11 Gubener Straße 2A-E, 11-14A, 17-19, 52-58 Hildegard-Jadamowitz-Straße 1 Kadiner Straße 12 Koppenstraße 31–33 Lasdehner Straße 24/30, 31-32 Lebuser Straße 17 Löwestraße 6/28, 25/29 Marchlewskistraße 16/24, 25-25C, 26/30, 49-51, 57, 59-61, 63 Niederbarnimstraße 1 Proskauer Straße 37-38 Richard Sorge-Straße 7–9, 83, 84 Rüdersdorfer Straße 70 Straße der Pariser Kommune 43 Strausberger Platz 1–19 Warschauer Straße 83–85 Weberwiese Wedekindstraße 7/15, 10, 17–25 Weidenweg 5/21, 23/27, 29/49 (Lage) | I. Bauabschnitt Karl-Marx-Allee, Wohn- und Geschäftsbauten, Wohnanlagen, Sozial- und Kulturbauten, Fabrikanlage, Grünflächen und Grünanlagen, Promenaden, Brunnenanlagen, Verkehrsflächen, Wohngrünanlagen und Spielplätze Gesamtanlagen siehe: Auerstraße 8–20… Frankfurter Allee 1–6… Frankfurter Tor 1–9 Karl-Marx-Allee 53/67…, 71/91B…; 92/100…; 102/04…; 105/131…; 132/138… Marchlewskistraße 16/24… Strausberger Platz 1–19 Baudenkmale siehe: Auerstraße 13/17 Hildegard-Jadamowitz-Straße 1 Karl-Marx-Allee 131A Warschauer Straße 83–85 Gartendenkmale siehe: Strausberger Platz Weberwiese | 09085143 – Gubener Straße 11/13D, Mietshaus, um 1955 | |
| 09085137 | Karl-Marx-Allee 53/67, 54/68, 71/91B, 72/90, 92/100, 93/103B, 102/104, 105/131, 106/128, 131A, 132/140, 133/143 Am Comeniusplatz 6 Andreasstraße 46 Auerstraße 8/20, 13/17, 24/30 Frankfurter Allee 1/5, 2/14, 7/27, 16/26 Frankfurter Tor 1–9 Fredersdorfer Straße 13–15, 25–27 Graudenzer Straße 1A-D, 2/10, 5A-D, 9A-D, 12/20, 15C/21E Grünberger Straße 1/11 Gubener Straße 2A-E, 11-14A, 17-19, 52-58 Hildegard-Jadamowitz-Straße 1 Kadiner Straße 12 Koppenstraße 31–33 Lasdehner Straße 24/30, 31-32 Lebuser Straße 17 Löwestraße 6/28, 25/29 Marchlewskistraße 16/24, 25-25C, 26/30, 49-51, 57, 59-61, 63 Niederbarnimstraße 1 Proskauer Straße 37-38 Richard Sorge-Straße 7–9, 83, 84 Rüdersdorfer Straße 70 Straße der Pariser Kommune 43 Strausberger Platz 1–19 Warschauer Straße 83–85 Weberwiese Wedekindstraße 7/15, 10, 17–25 Weidenweg 5/21, 23/27, 29/49 (Lage) | I. Bauabschnitt Karl-Marx-Allee, Wohn- und Geschäftsbauten, Wohnanlagen, Sozial- und Kulturbauten, Fabrikanlage, Grünflächen und Grünanlagen, Promenaden, Brunnenanlagen, Verkehrsflächen, Wohngrünanlagen und Spielplätze Gesamtanlagen siehe: Auerstraße 8–20… Frankfurter Allee 1–6… Frankfurter Tor 1–9 Karl-Marx-Allee 53/67…, 71/91B…; 92/100…; 102/04…; 105/131…; 132/138… Marchlewskistraße 16/24… Strausberger Platz 1–19 Baudenkmale siehe: Auerstraße 13/17 Hildegard-Jadamowitz-Straße 1 Karl-Marx-Allee 131A Warschauer Straße 83–85 Gartendenkmale siehe: Strausberger Platz Weberwiese | 09085187 – Gubener Straße 53-53A, 55-56, 58, Wohnanlage, um 1955 | |
| 09085137 | Karl-Marx-Allee 53/67, 54/68, 71/91B, 72/90, 92/100, 93/103B, 102/104, 105/131, 106/128, 131A, 132/140, 133/143 Am Comeniusplatz 6 Andreasstraße 46 Auerstraße 8/20, 13/17, 24/30 Frankfurter Allee 1/5, 2/14, 7/27, 16/26 Frankfurter Tor 1–9 Fredersdorfer Straße 13–15, 25–27 Graudenzer Straße 1A-D, 2/10, 5A-D, 9A-D, 12/20, 15C/21E Grünberger Straße 1/11 Gubener Straße 2A-E, 11-14A, 17-19, 52-58 Hildegard-Jadamowitz-Straße 1 Kadiner Straße 12 Koppenstraße 31–33 Lasdehner Straße 24/30, 31-32 Lebuser Straße 17 Löwestraße 6/28, 25/29 Marchlewskistraße 16/24, 25-25C, 26/30, 49-51, 57, 59-61, 63 Niederbarnimstraße 1 Proskauer Straße 37-38 Richard Sorge-Straße 7–9, 83, 84 Rüdersdorfer Straße 70 Straße der Pariser Kommune 43 Strausberger Platz 1–19 Warschauer Straße 83–85 Weberwiese Wedekindstraße 7/15, 10, 17–25 Weidenweg 5/21, 23/27, 29/49 (Lage) | I. Bauabschnitt Karl-Marx-Allee, Wohn- und Geschäftsbauten, Wohnanlagen, Sozial- und Kulturbauten, Fabrikanlage, Grünflächen und Grünanlagen, Promenaden, Brunnenanlagen, Verkehrsflächen, Wohngrünanlagen und Spielplätze Gesamtanlagen siehe: Auerstraße 8–20… Frankfurter Allee 1–6… Frankfurter Tor 1–9 Karl-Marx-Allee 53/67…, 71/91B…; 92/100…; 102/04…; 105/131…; 132/138… Marchlewskistraße 16/24… Strausberger Platz 1–19 Baudenkmale siehe: Auerstraße 13/17 Hildegard-Jadamowitz-Straße 1 Karl-Marx-Allee 131A Warschauer Straße 83–85 Gartendenkmale siehe: Strausberger Platz Weberwiese | 09085188 – Gubener Straße 54, Mietshaus, um 1890 | |
| 09085137 | Karl-Marx-Allee 53/67, 54/68, 71/91B, 72/90, 92/100, 93/103B, 102/104, 105/131, 106/128, 131A, 132/140, 133/143 Am Comeniusplatz 6 Andreasstraße 46 Auerstraße 8/20, 13/17, 24/30 Frankfurter Allee 1/5, 2/14, 7/27, 16/26 Frankfurter Tor 1–9 Fredersdorfer Straße 13–15, 25–27 Graudenzer Straße 1A-D, 2/10, 5A-D, 9A-D, 12/20, 15C/21E Grünberger Straße 1/11 Gubener Straße 2A-E, 11-14A, 17-19, 52-58 Hildegard-Jadamowitz-Straße 1 Kadiner Straße 12 Koppenstraße 31–33 Lasdehner Straße 24/30, 31-32 Lebuser Straße 17 Löwestraße 6/28, 25/29 Marchlewskistraße 16/24, 25-25C, 26/30, 49-51, 57, 59-61, 63 Niederbarnimstraße 1 Proskauer Straße 37-38 Richard Sorge-Straße 7–9, 83, 84 Rüdersdorfer Straße 70 Straße der Pariser Kommune 43 Strausberger Platz 1–19 Warschauer Straße 83–85 Weberwiese Wedekindstraße 7/15, 10, 17–25 Weidenweg 5/21, 23/27, 29/49 (Lage) | I. Bauabschnitt Karl-Marx-Allee, Wohn- und Geschäftsbauten, Wohnanlagen, Sozial- und Kulturbauten, Fabrikanlage, Grünflächen und Grünanlagen, Promenaden, Brunnenanlagen, Verkehrsflächen, Wohngrünanlagen und Spielplätze Gesamtanlagen siehe: Auerstraße 8–20… Frankfurter Allee 1–6… Frankfurter Tor 1–9 Karl-Marx-Allee 53/67…, 71/91B…; 92/100…; 102/04…; 105/131…; 132/138… Marchlewskistraße 16/24… Strausberger Platz 1–19 Baudenkmale siehe: Auerstraße 13/17 Hildegard-Jadamowitz-Straße 1 Karl-Marx-Allee 131A Warschauer Straße 83–85 Gartendenkmale siehe: Strausberger Platz Weberwiese | 09085190 – Gubener Straße 57, Mietshaus, um 1890 | |
| 09085137 | Karl-Marx-Allee 53/67, 54/68, 71/91B, 72/90, 92/100, 93/103B, 102/104, 105/131, 106/128, 131A, 132/140, 133/143 Am Comeniusplatz 6 Andreasstraße 46 Auerstraße 8/20, 13/17, 24/30 Frankfurter Allee 1/5, 2/14, 7/27, 16/26 Frankfurter Tor 1–9 Fredersdorfer Straße 13–15, 25–27 Graudenzer Straße 1A-D, 2/10, 5A-D, 9A-D, 12/20, 15C/21E Grünberger Straße 1/11 Gubener Straße 2A-E, 11-14A, 17-19, 52-58 Hildegard-Jadamowitz-Straße 1 Kadiner Straße 12 Koppenstraße 31–33 Lasdehner Straße 24/30, 31-32 Lebuser Straße 17 Löwestraße 6/28, 25/29 Marchlewskistraße 16/24, 25-25C, 26/30, 49-51, 57, 59-61, 63 Niederbarnimstraße 1 Proskauer Straße 37-38 Richard Sorge-Straße 7–9, 83, 84 Rüdersdorfer Straße 70 Straße der Pariser Kommune 43 Strausberger Platz 1–19 Warschauer Straße 83–85 Weberwiese Wedekindstraße 7/15, 10, 17–25 Weidenweg 5/21, 23/27, 29/49 (Lage) | I. Bauabschnitt Karl-Marx-Allee, Wohn- und Geschäftsbauten, Wohnanlagen, Sozial- und Kulturbauten, Fabrikanlage, Grünflächen und Grünanlagen, Promenaden, Brunnenanlagen, Verkehrsflächen, Wohngrünanlagen und Spielplätze Gesamtanlagen siehe: Auerstraße 8–20… Frankfurter Allee 1–6… Frankfurter Tor 1–9 Karl-Marx-Allee 53/67…, 71/91B…; 92/100…; 102/04…; 105/131…; 132/138… Marchlewskistraße 16/24… Strausberger Platz 1–19 Baudenkmale siehe: Auerstraße 13/17 Hildegard-Jadamowitz-Straße 1 Karl-Marx-Allee 131A Warschauer Straße 83–85 Gartendenkmale siehe: Strausberger Platz Weberwiese | 09085148 – Lasdehner Straße, vor Nr. 21, Litfaßsäule aus Beton, um 1955 | |
| 09085137 | Karl-Marx-Allee 53/67, 54/68, 71/91B, 72/90, 92/100, 93/103B, 102/104, 105/131, 106/128, 131A, 132/140, 133/143 Am Comeniusplatz 6 Andreasstraße 46 Auerstraße 8/20, 13/17, 24/30 Frankfurter Allee 1/5, 2/14, 7/27, 16/26 Frankfurter Tor 1–9 Fredersdorfer Straße 13–15, 25–27 Graudenzer Straße 1A-D, 2/10, 5A-D, 9A-D, 12/20, 15C/21E Grünberger Straße 1/11 Gubener Straße 2A-E, 11-14A, 17-19, 52-58 Hildegard-Jadamowitz-Straße 1 Kadiner Straße 12 Koppenstraße 31–33 Lasdehner Straße 24/30, 31-32 Lebuser Straße 17 Löwestraße 6/28, 25/29 Marchlewskistraße 16/24, 25-25C, 26/30, 49-51, 57, 59-61, 63 Niederbarnimstraße 1 Proskauer Straße 37-38 Richard Sorge-Straße 7–9, 83, 84 Rüdersdorfer Straße 70 Straße der Pariser Kommune 43 Strausberger Platz 1–19 Warschauer Straße 83–85 Weberwiese Wedekindstraße 7/15, 10, 17–25 Weidenweg 5/21, 23/27, 29/49 (Lage) | I. Bauabschnitt Karl-Marx-Allee, Wohn- und Geschäftsbauten, Wohnanlagen, Sozial- und Kulturbauten, Fabrikanlage, Grünflächen und Grünanlagen, Promenaden, Brunnenanlagen, Verkehrsflächen, Wohngrünanlagen und Spielplätze Gesamtanlagen siehe: Auerstraße 8–20… Frankfurter Allee 1–6… Frankfurter Tor 1–9 Karl-Marx-Allee 53/67…, 71/91B…; 92/100…; 102/04…; 105/131…; 132/138… Marchlewskistraße 16/24… Strausberger Platz 1–19 Baudenkmale siehe: Auerstraße 13/17 Hildegard-Jadamowitz-Straße 1 Karl-Marx-Allee 131A Warschauer Straße 83–85 Gartendenkmale siehe: Strausberger Platz Weberwiese | 09085192 – Lasdehner Straße 24, Mietshaus, um 1955 | |
| 09085137 | Karl-Marx-Allee 53/67, 54/68, 71/91B, 72/90, 92/100, 93/103B, 102/104, 105/131, 106/128, 131A, 132/140, 133/143 Am Comeniusplatz 6 Andreasstraße 46 Auerstraße 8/20, 13/17, 24/30 Frankfurter Allee 1/5, 2/14, 7/27, 16/26 Frankfurter Tor 1–9 Fredersdorfer Straße 13–15, 25–27 Graudenzer Straße 1A-D, 2/10, 5A-D, 9A-D, 12/20, 15C/21E Grünberger Straße 1/11 Gubener Straße 2A-E, 11-14A, 17-19, 52-58 Hildegard-Jadamowitz-Straße 1 Kadiner Straße 12 Koppenstraße 31–33 Lasdehner Straße 24/30, 31-32 Lebuser Straße 17 Löwestraße 6/28, 25/29 Marchlewskistraße 16/24, 25-25C, 26/30, 49-51, 57, 59-61, 63 Niederbarnimstraße 1 Proskauer Straße 37-38 Richard Sorge-Straße 7–9, 83, 84 Rüdersdorfer Straße 70 Straße der Pariser Kommune 43 Strausberger Platz 1–19 Warschauer Straße 83–85 Weberwiese Wedekindstraße 7/15, 10, 17–25 Weidenweg 5/21, 23/27, 29/49 (Lage) | I. Bauabschnitt Karl-Marx-Allee, Wohn- und Geschäftsbauten, Wohnanlagen, Sozial- und Kulturbauten, Fabrikanlage, Grünflächen und Grünanlagen, Promenaden, Brunnenanlagen, Verkehrsflächen, Wohngrünanlagen und Spielplätze Gesamtanlagen siehe: Auerstraße 8–20… Frankfurter Allee 1–6… Frankfurter Tor 1–9 Karl-Marx-Allee 53/67…, 71/91B…; 92/100…; 102/04…; 105/131…; 132/138… Marchlewskistraße 16/24… Strausberger Platz 1–19 Baudenkmale siehe: Auerstraße 13/17 Hildegard-Jadamowitz-Straße 1 Karl-Marx-Allee 131A Warschauer Straße 83–85 Gartendenkmale siehe: Strausberger Platz Weberwiese | 09085193 – Lasdehner Straße 26, Mietshaus, um 1890 | |
| 09085137 | Karl-Marx-Allee 53/67, 54/68, 71/91B, 72/90, 92/100, 93/103B, 102/104, 105/131, 106/128, 131A, 132/140, 133/143 Am Comeniusplatz 6 Andreasstraße 46 Auerstraße 8/20, 13/17, 24/30 Frankfurter Allee 1/5, 2/14, 7/27, 16/26 Frankfurter Tor 1–9 Fredersdorfer Straße 13–15, 25–27 Graudenzer Straße 1A-D, 2/10, 5A-D, 9A-D, 12/20, 15C/21E Grünberger Straße 1/11 Gubener Straße 2A-E, 11-14A, 17-19, 52-58 Hildegard-Jadamowitz-Straße 1 Kadiner Straße 12 Koppenstraße 31–33 Lasdehner Straße 24/30, 31-32 Lebuser Straße 17 Löwestraße 6/28, 25/29 Marchlewskistraße 16/24, 25-25C, 26/30, 49-51, 57, 59-61, 63 Niederbarnimstraße 1 Proskauer Straße 37-38 Richard Sorge-Straße 7–9, 83, 84 Rüdersdorfer Straße 70 Straße der Pariser Kommune 43 Strausberger Platz 1–19 Warschauer Straße 83–85 Weberwiese Wedekindstraße 7/15, 10, 17–25 Weidenweg 5/21, 23/27, 29/49 (Lage) | I. Bauabschnitt Karl-Marx-Allee, Wohn- und Geschäftsbauten, Wohnanlagen, Sozial- und Kulturbauten, Fabrikanlage, Grünflächen und Grünanlagen, Promenaden, Brunnenanlagen, Verkehrsflächen, Wohngrünanlagen und Spielplätze Gesamtanlagen siehe: Auerstraße 8–20… Frankfurter Allee 1–6… Frankfurter Tor 1–9 Karl-Marx-Allee 53/67…, 71/91B…; 92/100…; 102/04…; 105/131…; 132/138… Marchlewskistraße 16/24… Strausberger Platz 1–19 Baudenkmale siehe: Auerstraße 13/17 Hildegard-Jadamowitz-Straße 1 Karl-Marx-Allee 131A Warschauer Straße 83–85 Gartendenkmale siehe: Strausberger Platz Weberwiese | 09085194 – Lasdehner Straße 28, Mietshaus, um 1890 | |
| 09085137 | Karl-Marx-Allee 53/67, 54/68, 71/91B, 72/90, 92/100, 93/103B, 102/104, 105/131, 106/128, 131A, 132/140, 133/143 Am Comeniusplatz 6 Andreasstraße 46 Auerstraße 8/20, 13/17, 24/30 Frankfurter Allee 1/5, 2/14, 7/27, 16/26 Frankfurter Tor 1–9 Fredersdorfer Straße 13–15, 25–27 Graudenzer Straße 1A-D, 2/10, 5A-D, 9A-D, 12/20, 15C/21E Grünberger Straße 1/11 Gubener Straße 2A-E, 11-14A, 17-19, 52-58 Hildegard-Jadamowitz-Straße 1 Kadiner Straße 12 Koppenstraße 31–33 Lasdehner Straße 24/30, 31-32 Lebuser Straße 17 Löwestraße 6/28, 25/29 Marchlewskistraße 16/24, 25-25C, 26/30, 49-51, 57, 59-61, 63 Niederbarnimstraße 1 Proskauer Straße 37-38 Richard Sorge-Straße 7–9, 83, 84 Rüdersdorfer Straße 70 Straße der Pariser Kommune 43 Strausberger Platz 1–19 Warschauer Straße 83–85 Weberwiese Wedekindstraße 7/15, 10, 17–25 Weidenweg 5/21, 23/27, 29/49 (Lage) | I. Bauabschnitt Karl-Marx-Allee, Wohn- und Geschäftsbauten, Wohnanlagen, Sozial- und Kulturbauten, Fabrikanlage, Grünflächen und Grünanlagen, Promenaden, Brunnenanlagen, Verkehrsflächen, Wohngrünanlagen und Spielplätze Gesamtanlagen siehe: Auerstraße 8–20… Frankfurter Allee 1–6… Frankfurter Tor 1–9 Karl-Marx-Allee 53/67…, 71/91B…; 92/100…; 102/04…; 105/131…; 132/138… Marchlewskistraße 16/24… Strausberger Platz 1–19 Baudenkmale siehe: Auerstraße 13/17 Hildegard-Jadamowitz-Straße 1 Karl-Marx-Allee 131A Warschauer Straße 83–85 Gartendenkmale siehe: Strausberger Platz Weberwiese | 09085195 – Lasdehner Straße 30, Mietshaus, um 1890 | |
| 09085137 | Karl-Marx-Allee 53/67, 54/68, 71/91B, 72/90, 92/100, 93/103B, 102/104, 105/131, 106/128, 131A, 132/140, 133/143 Am Comeniusplatz 6 Andreasstraße 46 Auerstraße 8/20, 13/17, 24/30 Frankfurter Allee 1/5, 2/14, 7/27, 16/26 Frankfurter Tor 1–9 Fredersdorfer Straße 13–15, 25–27 Graudenzer Straße 1A-D, 2/10, 5A-D, 9A-D, 12/20, 15C/21E Grünberger Straße 1/11 Gubener Straße 2A-E, 11-14A, 17-19, 52-58 Hildegard-Jadamowitz-Straße 1 Kadiner Straße 12 Koppenstraße 31–33 Lasdehner Straße 24/30, 31-32 Lebuser Straße 17 Löwestraße 6/28, 25/29 Marchlewskistraße 16/24, 25-25C, 26/30, 49-51, 57, 59-61, 63 Niederbarnimstraße 1 Proskauer Straße 37-38 Richard Sorge-Straße 7–9, 83, 84 Rüdersdorfer Straße 70 Straße der Pariser Kommune 43 Strausberger Platz 1–19 Warschauer Straße 83–85 Weberwiese Wedekindstraße 7/15, 10, 17–25 Weidenweg 5/21, 23/27, 29/49 (Lage) | I. Bauabschnitt Karl-Marx-Allee, Wohn- und Geschäftsbauten, Wohnanlagen, Sozial- und Kulturbauten, Fabrikanlage, Grünflächen und Grünanlagen, Promenaden, Brunnenanlagen, Verkehrsflächen, Wohngrünanlagen und Spielplätze Gesamtanlagen siehe: Auerstraße 8–20… Frankfurter Allee 1–6… Frankfurter Tor 1–9 Karl-Marx-Allee 53/67…, 71/91B…; 92/100…; 102/04…; 105/131…; 132/138… Marchlewskistraße 16/24… Strausberger Platz 1–19 Baudenkmale siehe: Auerstraße 13/17 Hildegard-Jadamowitz-Straße 1 Karl-Marx-Allee 131A Warschauer Straße 83–85 Gartendenkmale siehe: Strausberger Platz Weberwiese | 09085149 – Löwestraße 25/27, Wohnanlage, 1955 vom Entwurfsbüro Hochbau I Groß-Berlin | |
| 09085137 | Karl-Marx-Allee 53/67, 54/68, 71/91B, 72/90, 92/100, 93/103B, 102/104, 105/131, 106/128, 131A, 132/140, 133/143 Am Comeniusplatz 6 Andreasstraße 46 Auerstraße 8/20, 13/17, 24/30 Frankfurter Allee 1/5, 2/14, 7/27, 16/26 Frankfurter Tor 1–9 Fredersdorfer Straße 13–15, 25–27 Graudenzer Straße 1A-D, 2/10, 5A-D, 9A-D, 12/20, 15C/21E Grünberger Straße 1/11 Gubener Straße 2A-E, 11-14A, 17-19, 52-58 Hildegard-Jadamowitz-Straße 1 Kadiner Straße 12 Koppenstraße 31–33 Lasdehner Straße 24/30, 31-32 Lebuser Straße 17 Löwestraße 6/28, 25/29 Marchlewskistraße 16/24, 25-25C, 26/30, 49-51, 57, 59-61, 63 Niederbarnimstraße 1 Proskauer Straße 37-38 Richard Sorge-Straße 7–9, 83, 84 Rüdersdorfer Straße 70 Straße der Pariser Kommune 43 Strausberger Platz 1–19 Warschauer Straße 83–85 Weberwiese Wedekindstraße 7/15, 10, 17–25 Weidenweg 5/21, 23/27, 29/49 (Lage) | I. Bauabschnitt Karl-Marx-Allee, Wohn- und Geschäftsbauten, Wohnanlagen, Sozial- und Kulturbauten, Fabrikanlage, Grünflächen und Grünanlagen, Promenaden, Brunnenanlagen, Verkehrsflächen, Wohngrünanlagen und Spielplätze Gesamtanlagen siehe: Auerstraße 8–20… Frankfurter Allee 1–6… Frankfurter Tor 1–9 Karl-Marx-Allee 53/67…, 71/91B…; 92/100…; 102/04…; 105/131…; 132/138… Marchlewskistraße 16/24… Strausberger Platz 1–19 Baudenkmale siehe: Auerstraße 13/17 Hildegard-Jadamowitz-Straße 1 Karl-Marx-Allee 131A Warschauer Straße 83–85 Gartendenkmale siehe: Strausberger Platz Weberwiese | 09085150 – Löwestraße 29 / Weidenweg 23, Wohnanlage, 1955 vom Entwurfsbüro Hochbau I Groß-Berlin                                                                                           | |
| 09085137 | Karl-Marx-Allee 53/67, 54/68, 71/91B, 72/90, 92/100, 93/103B, 102/104, 105/131, 106/128, 131A, 132/140, 133/143 Am Comeniusplatz 6 Andreasstraße 46 Auerstraße 8/20, 13/17, 24/30 Frankfurter Allee 1/5, 2/14, 7/27, 16/26 Frankfurter Tor 1–9 Fredersdorfer Straße 13–15, 25–27 Graudenzer Straße 1A-D, 2/10, 5A-D, 9A-D, 12/20, 15C/21E Grünberger Straße 1/11 Gubener Straße 2A-E, 11-14A, 17-19, 52-58 Hildegard-Jadamowitz-Straße 1 Kadiner Straße 12 Koppenstraße 31–33 Lasdehner Straße 24/30, 31-32 Lebuser Straße 17 Löwestraße 6/28, 25/29 Marchlewskistraße 16/24, 25-25C, 26/30, 49-51, 57, 59-61, 63 Niederbarnimstraße 1 Proskauer Straße 37-38 Richard Sorge-Straße 7–9, 83, 84 Rüdersdorfer Straße 70 Straße der Pariser Kommune 43 Strausberger Platz 1–19 Warschauer Straße 83–85 Weberwiese Wedekindstraße 7/15, 10, 17–25 Weidenweg 5/21, 23/27, 29/49 (Lage) | I. Bauabschnitt Karl-Marx-Allee, Wohn- und Geschäftsbauten, Wohnanlagen, Sozial- und Kulturbauten, Fabrikanlage, Grünflächen und Grünanlagen, Promenaden, Brunnenanlagen, Verkehrsflächen, Wohngrünanlagen und Spielplätze Gesamtanlagen siehe: Auerstraße 8–20… Frankfurter Allee 1–6… Frankfurter Tor 1–9 Karl-Marx-Allee 53/67…, 71/91B…; 92/100…; 102/04…; 105/131…; 132/138… Marchlewskistraße 16/24… Strausberger Platz 1–19 Baudenkmale siehe: Auerstraße 13/17 Hildegard-Jadamowitz-Straße 1 Karl-Marx-Allee 131A Warschauer Straße 83–85 Gartendenkmale siehe: Strausberger Platz Weberwiese | 09085158 – Richard-Sorge-Straße 83, Mietshaus, 1955 vom Entwurfsbüro Hochbau I Groß-Berlin                                                                                                 | |
| 09085137 | Karl-Marx-Allee 53/67, 54/68, 71/91B, 72/90, 92/100, 93/103B, 102/104, 105/131, 106/128, 131A, 132/140, 133/143 Am Comeniusplatz 6 Andreasstraße 46 Auerstraße 8/20, 13/17, 24/30 Frankfurter Allee 1/5, 2/14, 7/27, 16/26 Frankfurter Tor 1–9 Fredersdorfer Straße 13–15, 25–27 Graudenzer Straße 1A-D, 2/10, 5A-D, 9A-D, 12/20, 15C/21E Grünberger Straße 1/11 Gubener Straße 2A-E, 11-14A, 17-19, 52-58 Hildegard-Jadamowitz-Straße 1 Kadiner Straße 12 Koppenstraße 31–33 Lasdehner Straße 24/30, 31-32 Lebuser Straße 17 Löwestraße 6/28, 25/29 Marchlewskistraße 16/24, 25-25C, 26/30, 49-51, 57, 59-61, 63 Niederbarnimstraße 1 Proskauer Straße 37-38 Richard Sorge-Straße 7–9, 83, 84 Rüdersdorfer Straße 70 Straße der Pariser Kommune 43 Strausberger Platz 1–19 Warschauer Straße 83–85 Weberwiese Wedekindstraße 7/15, 10, 17–25 Weidenweg 5/21, 23/27, 29/49 (Lage) | I. Bauabschnitt Karl-Marx-Allee, Wohn- und Geschäftsbauten, Wohnanlagen, Sozial- und Kulturbauten, Fabrikanlage, Grünflächen und Grünanlagen, Promenaden, Brunnenanlagen, Verkehrsflächen, Wohngrünanlagen und Spielplätze Gesamtanlagen siehe: Auerstraße 8–20… Frankfurter Allee 1–6… Frankfurter Tor 1–9 Karl-Marx-Allee 53/67…, 71/91B…; 92/100…; 102/04…; 105/131…; 132/138… Marchlewskistraße 16/24… Strausberger Platz 1–19 Baudenkmale siehe: Auerstraße 13/17 Hildegard-Jadamowitz-Straße 1 Karl-Marx-Allee 131A Warschauer Straße 83–85 Gartendenkmale siehe: Strausberger Platz Weberwiese | 09085159 – Richard-Sorge-Straße 84 / Weidenweg 27, Mietshaus, 1955 vom Entwurfsbüro Hochbau I Groß-Berlin                                                                                  | |
| 09085137 | Karl-Marx-Allee 53/67, 54/68, 71/91B, 72/90, 92/100, 93/103B, 102/104, 105/131, 106/128, 131A, 132/140, 133/143 Am Comeniusplatz 6 Andreasstraße 46 Auerstraße 8/20, 13/17, 24/30 Frankfurter Allee 1/5, 2/14, 7/27, 16/26 Frankfurter Tor 1–9 Fredersdorfer Straße 13–15, 25–27 Graudenzer Straße 1A-D, 2/10, 5A-D, 9A-D, 12/20, 15C/21E Grünberger Straße 1/11 Gubener Straße 2A-E, 11-14A, 17-19, 52-58 Hildegard-Jadamowitz-Straße 1 Kadiner Straße 12 Koppenstraße 31–33 Lasdehner Straße 24/30, 31-32 Lebuser Straße 17 Löwestraße 6/28, 25/29 Marchlewskistraße 16/24, 25-25C, 26/30, 49-51, 57, 59-61, 63 Niederbarnimstraße 1 Proskauer Straße 37-38 Richard Sorge-Straße 7–9, 83, 84 Rüdersdorfer Straße 70 Straße der Pariser Kommune 43 Strausberger Platz 1–19 Warschauer Straße 83–85 Weberwiese Wedekindstraße 7/15, 10, 17–25 Weidenweg 5/21, 23/27, 29/49 (Lage) | I. Bauabschnitt Karl-Marx-Allee, Wohn- und Geschäftsbauten, Wohnanlagen, Sozial- und Kulturbauten, Fabrikanlage, Grünflächen und Grünanlagen, Promenaden, Brunnenanlagen, Verkehrsflächen, Wohngrünanlagen und Spielplätze Gesamtanlagen siehe: Auerstraße 8–20… Frankfurter Allee 1–6… Frankfurter Tor 1–9 Karl-Marx-Allee 53/67…, 71/91B…; 92/100…; 102/04…; 105/131…; 132/138… Marchlewskistraße 16/24… Strausberger Platz 1–19 Baudenkmale siehe: Auerstraße 13/17 Hildegard-Jadamowitz-Straße 1 Karl-Marx-Allee 131A Warschauer Straße 83–85 Gartendenkmale siehe: Strausberger Platz Weberwiese | 09085197 – Rüdersdorfer Straße 70, Heizkraftwerk, 1952–1955; Verwaltungsgebäude genutzt als Club Berghain                                                                                  | Heizkraftwerk                                                                                         |
| 09085137 | Karl-Marx-Allee 53/67, 54/68, 71/91B, 72/90, 92/100, 93/103B, 102/104, 105/131, 106/128, 131A, 132/140, 133/143 Am Comeniusplatz 6 Andreasstraße 46 Auerstraße 8/20, 13/17, 24/30 Frankfurter Allee 1/5, 2/14, 7/27, 16/26 Frankfurter Tor 1–9 Fredersdorfer Straße 13–15, 25–27 Graudenzer Straße 1A-D, 2/10, 5A-D, 9A-D, 12/20, 15C/21E Grünberger Straße 1/11 Gubener Straße 2A-E, 11-14A, 17-19, 52-58 Hildegard-Jadamowitz-Straße 1 Kadiner Straße 12 Koppenstraße 31–33 Lasdehner Straße 24/30, 31-32 Lebuser Straße 17 Löwestraße 6/28, 25/29 Marchlewskistraße 16/24, 25-25C, 26/30, 49-51, 57, 59-61, 63 Niederbarnimstraße 1 Proskauer Straße 37-38 Richard Sorge-Straße 7–9, 83, 84 Rüdersdorfer Straße 70 Straße der Pariser Kommune 43 Strausberger Platz 1–19 Warschauer Straße 83–85 Weberwiese Wedekindstraße 7/15, 10, 17–25 Weidenweg 5/21, 23/27, 29/49 (Lage) | I. Bauabschnitt Karl-Marx-Allee, Wohn- und Geschäftsbauten, Wohnanlagen, Sozial- und Kulturbauten, Fabrikanlage, Grünflächen und Grünanlagen, Promenaden, Brunnenanlagen, Verkehrsflächen, Wohngrünanlagen und Spielplätze Gesamtanlagen siehe: Auerstraße 8–20… Frankfurter Allee 1–6… Frankfurter Tor 1–9 Karl-Marx-Allee 53/67…, 71/91B…; 92/100…; 102/04…; 105/131…; 132/138… Marchlewskistraße 16/24… Strausberger Platz 1–19 Baudenkmale siehe: Auerstraße 13/17 Hildegard-Jadamowitz-Straße 1 Karl-Marx-Allee 131A Warschauer Straße 83–85 Gartendenkmale siehe: Strausberger Platz Weberwiese | 09085012 – U-Bahnhof Strausberger Platz, nordwestliches Eingangsportal, 1930 von Alfred Grenander; südwestlicher Eingang (im Mietshaus Karl-Marx-Allee 57) und südöstlicher Eingang, 1952  | |
| 09085137 | Karl-Marx-Allee 53/67, 54/68, 71/91B, 72/90, 92/100, 93/103B, 102/104, 105/131, 106/128, 131A, 132/140, 133/143 Am Comeniusplatz 6 Andreasstraße 46 Auerstraße 8/20, 13/17, 24/30 Frankfurter Allee 1/5, 2/14, 7/27, 16/26 Frankfurter Tor 1–9 Fredersdorfer Straße 13–15, 25–27 Graudenzer Straße 1A-D, 2/10, 5A-D, 9A-D, 12/20, 15C/21E Grünberger Straße 1/11 Gubener Straße 2A-E, 11-14A, 17-19, 52-58 Hildegard-Jadamowitz-Straße 1 Kadiner Straße 12 Koppenstraße 31–33 Lasdehner Straße 24/30, 31-32 Lebuser Straße 17 Löwestraße 6/28, 25/29 Marchlewskistraße 16/24, 25-25C, 26/30, 49-51, 57, 59-61, 63 Niederbarnimstraße 1 Proskauer Straße 37-38 Richard Sorge-Straße 7–9, 83, 84 Rüdersdorfer Straße 70 Straße der Pariser Kommune 43 Strausberger Platz 1–19 Warschauer Straße 83–85 Weberwiese Wedekindstraße 7/15, 10, 17–25 Weidenweg 5/21, 23/27, 29/49 (Lage) | I. Bauabschnitt Karl-Marx-Allee, Wohn- und Geschäftsbauten, Wohnanlagen, Sozial- und Kulturbauten, Fabrikanlage, Grünflächen und Grünanlagen, Promenaden, Brunnenanlagen, Verkehrsflächen, Wohngrünanlagen und Spielplätze Gesamtanlagen siehe: Auerstraße 8–20… Frankfurter Allee 1–6… Frankfurter Tor 1–9 Karl-Marx-Allee 53/67…, 71/91B…; 92/100…; 102/04…; 105/131…; 132/138… Marchlewskistraße 16/24… Strausberger Platz 1–19 Baudenkmale siehe: Auerstraße 13/17 Hildegard-Jadamowitz-Straße 1 Karl-Marx-Allee 131A Warschauer Straße 83–85 Gartendenkmale siehe: Strausberger Platz Weberwiese | 09085152 – Wedekindstraße 10 / Marchlewskistraße 60 / Rüdersdorfer Straße 56–58, Polizeistation und Feuerwehr, um 1957                                                                     | Polizeistation und Feuerwehr                                                                          |
| 09085137 | Karl-Marx-Allee 53/67, 54/68, 71/91B, 72/90, 92/100, 93/103B, 102/104, 105/131, 106/128, 131A, 132/140, 133/143 Am Comeniusplatz 6 Andreasstraße 46 Auerstraße 8/20, 13/17, 24/30 Frankfurter Allee 1/5, 2/14, 7/27, 16/26 Frankfurter Tor 1–9 Fredersdorfer Straße 13–15, 25–27 Graudenzer Straße 1A-D, 2/10, 5A-D, 9A-D, 12/20, 15C/21E Grünberger Straße 1/11 Gubener Straße 2A-E, 11-14A, 17-19, 52-58 Hildegard-Jadamowitz-Straße 1 Kadiner Straße 12 Koppenstraße 31–33 Lasdehner Straße 24/30, 31-32 Lebuser Straße 17 Löwestraße 6/28, 25/29 Marchlewskistraße 16/24, 25-25C, 26/30, 49-51, 57, 59-61, 63 Niederbarnimstraße 1 Proskauer Straße 37-38 Richard Sorge-Straße 7–9, 83, 84 Rüdersdorfer Straße 70 Straße der Pariser Kommune 43 Strausberger Platz 1–19 Warschauer Straße 83–85 Weberwiese Wedekindstraße 7/15, 10, 17–25 Weidenweg 5/21, 23/27, 29/49 (Lage) | I. Bauabschnitt Karl-Marx-Allee, Wohn- und Geschäftsbauten, Wohnanlagen, Sozial- und Kulturbauten, Fabrikanlage, Grünflächen und Grünanlagen, Promenaden, Brunnenanlagen, Verkehrsflächen, Wohngrünanlagen und Spielplätze Gesamtanlagen siehe: Auerstraße 8–20… Frankfurter Allee 1–6… Frankfurter Tor 1–9 Karl-Marx-Allee 53/67…, 71/91B…; 92/100…; 102/04…; 105/131…; 132/138… Marchlewskistraße 16/24… Strausberger Platz 1–19 Baudenkmale siehe: Auerstraße 13/17 Hildegard-Jadamowitz-Straße 1 Karl-Marx-Allee 131A Warschauer Straße 83–85 Gartendenkmale siehe: Strausberger Platz Weberwiese | 09085151 – Wedekindstraße 7/15 / Marchlewskistraße 50, Wohnanlage, Entwurf 1953 | |
| 09085137 | Karl-Marx-Allee 53/67, 54/68, 71/91B, 72/90, 92/100, 93/103B, 102/104, 105/131, 106/128, 131A, 132/140, 133/143 Am Comeniusplatz 6 Andreasstraße 46 Auerstraße 8/20, 13/17, 24/30 Frankfurter Allee 1/5, 2/14, 7/27, 16/26 Frankfurter Tor 1–9 Fredersdorfer Straße 13–15, 25–27 Graudenzer Straße 1A-D, 2/10, 5A-D, 9A-D, 12/20, 15C/21E Grünberger Straße 1/11 Gubener Straße 2A-E, 11-14A, 17-19, 52-58 Hildegard-Jadamowitz-Straße 1 Kadiner Straße 12 Koppenstraße 31–33 Lasdehner Straße 24/30, 31-32 Lebuser Straße 17 Löwestraße 6/28, 25/29 Marchlewskistraße 16/24, 25-25C, 26/30, 49-51, 57, 59-61, 63 Niederbarnimstraße 1 Proskauer Straße 37-38 Richard Sorge-Straße 7–9, 83, 84 Rüdersdorfer Straße 70 Straße der Pariser Kommune 43 Strausberger Platz 1–19 Warschauer Straße 83–85 Weberwiese Wedekindstraße 7/15, 10, 17–25 Weidenweg 5/21, 23/27, 29/49 (Lage) | I. Bauabschnitt Karl-Marx-Allee, Wohn- und Geschäftsbauten, Wohnanlagen, Sozial- und Kulturbauten, Fabrikanlage, Grünflächen und Grünanlagen, Promenaden, Brunnenanlagen, Verkehrsflächen, Wohngrünanlagen und Spielplätze Gesamtanlagen siehe: Auerstraße 8–20… Frankfurter Allee 1–6… Frankfurter Tor 1–9 Karl-Marx-Allee 53/67…, 71/91B…; 92/100…; 102/04…; 105/131…; 132/138… Marchlewskistraße 16/24… Strausberger Platz 1–19 Baudenkmale siehe: Auerstraße 13/17 Hildegard-Jadamowitz-Straße 1 Karl-Marx-Allee 131A Warschauer Straße 83–85 Gartendenkmale siehe: Strausberger Platz Weberwiese | 09085144 – Wedekindstraße 17/25 / Gubener Straße 14-14A, 52-52A / Lasdehner Straße 31-32 / Marchlewskistraße 49/51, Wohnanlage, 1953–1955?                                                 | Wedekindstraße Ecke Gubener Straße                                                                    |
| 09085137 | Karl-Marx-Allee 53/67, 54/68, 71/91B, 72/90, 92/100, 93/103B, 102/104, 105/131, 106/128, 131A, 132/140, 133/143 Am Comeniusplatz 6 Andreasstraße 46 Auerstraße 8/20, 13/17, 24/30 Frankfurter Allee 1/5, 2/14, 7/27, 16/26 Frankfurter Tor 1–9 Fredersdorfer Straße 13–15, 25–27 Graudenzer Straße 1A-D, 2/10, 5A-D, 9A-D, 12/20, 15C/21E Grünberger Straße 1/11 Gubener Straße 2A-E, 11-14A, 17-19, 52-58 Hildegard-Jadamowitz-Straße 1 Kadiner Straße 12 Koppenstraße 31–33 Lasdehner Straße 24/30, 31-32 Lebuser Straße 17 Löwestraße 6/28, 25/29 Marchlewskistraße 16/24, 25-25C, 26/30, 49-51, 57, 59-61, 63 Niederbarnimstraße 1 Proskauer Straße 37-38 Richard Sorge-Straße 7–9, 83, 84 Rüdersdorfer Straße 70 Straße der Pariser Kommune 43 Strausberger Platz 1–19 Warschauer Straße 83–85 Weberwiese Wedekindstraße 7/15, 10, 17–25 Weidenweg 5/21, 23/27, 29/49 (Lage) | I. Bauabschnitt Karl-Marx-Allee, Wohn- und Geschäftsbauten, Wohnanlagen, Sozial- und Kulturbauten, Fabrikanlage, Grünflächen und Grünanlagen, Promenaden, Brunnenanlagen, Verkehrsflächen, Wohngrünanlagen und Spielplätze Gesamtanlagen siehe: Auerstraße 8–20… Frankfurter Allee 1–6… Frankfurter Tor 1–9 Karl-Marx-Allee 53/67…, 71/91B…; 92/100…; 102/04…; 105/131…; 132/138… Marchlewskistraße 16/24… Strausberger Platz 1–19 Baudenkmale siehe: Auerstraße 13/17 Hildegard-Jadamowitz-Straße 1 Karl-Marx-Allee 131A Warschauer Straße 83–85 Gartendenkmale siehe: Strausberger Platz Weberwiese | 09085154 – Wedekindstraße 18 / Marchlewskistraße 57, Wohn- und Geschäftshaus, um 1900 | |
| 09085137 | Karl-Marx-Allee 53/67, 54/68, 71/91B, 72/90, 92/100, 93/103B, 102/104, 105/131, 106/128, 131A, 132/140, 133/143 Am Comeniusplatz 6 Andreasstraße 46 Auerstraße 8/20, 13/17, 24/30 Frankfurter Allee 1/5, 2/14, 7/27, 16/26 Frankfurter Tor 1–9 Fredersdorfer Straße 13–15, 25–27 Graudenzer Straße 1A-D, 2/10, 5A-D, 9A-D, 12/20, 15C/21E Grünberger Straße 1/11 Gubener Straße 2A-E, 11-14A, 17-19, 52-58 Hildegard-Jadamowitz-Straße 1 Kadiner Straße 12 Koppenstraße 31–33 Lasdehner Straße 24/30, 31-32 Lebuser Straße 17 Löwestraße 6/28, 25/29 Marchlewskistraße 16/24, 25-25C, 26/30, 49-51, 57, 59-61, 63 Niederbarnimstraße 1 Proskauer Straße 37-38 Richard Sorge-Straße 7–9, 83, 84 Rüdersdorfer Straße 70 Straße der Pariser Kommune 43 Strausberger Platz 1–19 Warschauer Straße 83–85 Weberwiese Wedekindstraße 7/15, 10, 17–25 Weidenweg 5/21, 23/27, 29/49 (Lage) | I. Bauabschnitt Karl-Marx-Allee, Wohn- und Geschäftsbauten, Wohnanlagen, Sozial- und Kulturbauten, Fabrikanlage, Grünflächen und Grünanlagen, Promenaden, Brunnenanlagen, Verkehrsflächen, Wohngrünanlagen und Spielplätze Gesamtanlagen siehe: Auerstraße 8–20… Frankfurter Allee 1–6… Frankfurter Tor 1–9 Karl-Marx-Allee 53/67…, 71/91B…; 92/100…; 102/04…; 105/131…; 132/138… Marchlewskistraße 16/24… Strausberger Platz 1–19 Baudenkmale siehe: Auerstraße 13/17 Hildegard-Jadamowitz-Straße 1 Karl-Marx-Allee 131A Warschauer Straße 83–85 Gartendenkmale siehe: Strausberger Platz Weberwiese | 09085145 – Wedekindstraße 20/24 / Am Comeniusplatz 6 / Marchlewskistraße 59/63 / Gubener Straße 17–19, Wohnanlage, um 1955 von Rudolf Weise (?)                                            | |
| 09085137 | Karl-Marx-Allee 53/67, 54/68, 71/91B, 72/90, 92/100, 93/103B, 102/104, 105/131, 106/128, 131A, 132/140, 133/143 Am Comeniusplatz 6 Andreasstraße 46 Auerstraße 8/20, 13/17, 24/30 Frankfurter Allee 1/5, 2/14, 7/27, 16/26 Frankfurter Tor 1–9 Fredersdorfer Straße 13–15, 25–27 Graudenzer Straße 1A-D, 2/10, 5A-D, 9A-D, 12/20, 15C/21E Grünberger Straße 1/11 Gubener Straße 2A-E, 11-14A, 17-19, 52-58 Hildegard-Jadamowitz-Straße 1 Kadiner Straße 12 Koppenstraße 31–33 Lasdehner Straße 24/30, 31-32 Lebuser Straße 17 Löwestraße 6/28, 25/29 Marchlewskistraße 16/24, 25-25C, 26/30, 49-51, 57, 59-61, 63 Niederbarnimstraße 1 Proskauer Straße 37-38 Richard Sorge-Straße 7–9, 83, 84 Rüdersdorfer Straße 70 Straße der Pariser Kommune 43 Strausberger Platz 1–19 Warschauer Straße 83–85 Weberwiese Wedekindstraße 7/15, 10, 17–25 Weidenweg 5/21, 23/27, 29/49 (Lage) | I. Bauabschnitt Karl-Marx-Allee, Wohn- und Geschäftsbauten, Wohnanlagen, Sozial- und Kulturbauten, Fabrikanlage, Grünflächen und Grünanlagen, Promenaden, Brunnenanlagen, Verkehrsflächen, Wohngrünanlagen und Spielplätze Gesamtanlagen siehe: Auerstraße 8–20… Frankfurter Allee 1–6… Frankfurter Tor 1–9 Karl-Marx-Allee 53/67…, 71/91B…; 92/100…; 102/04…; 105/131…; 132/138… Marchlewskistraße 16/24… Strausberger Platz 1–19 Baudenkmale siehe: Auerstraße 13/17 Hildegard-Jadamowitz-Straße 1 Karl-Marx-Allee 131A Warschauer Straße 83–85 Gartendenkmale siehe: Strausberger Platz Weberwiese | 09085162 – Weidenweg 25, Wohn- und Geschäftshaus, um 1890, Umbau 1955 | |
| 09085137 | Karl-Marx-Allee 53/67, 54/68, 71/91B, 72/90, 92/100, 93/103B, 102/104, 105/131, 106/128, 131A, 132/140, 133/143 Am Comeniusplatz 6 Andreasstraße 46 Auerstraße 8/20, 13/17, 24/30 Frankfurter Allee 1/5, 2/14, 7/27, 16/26 Frankfurter Tor 1–9 Fredersdorfer Straße 13–15, 25–27 Graudenzer Straße 1A-D, 2/10, 5A-D, 9A-D, 12/20, 15C/21E Grünberger Straße 1/11 Gubener Straße 2A-E, 11-14A, 17-19, 52-58 Hildegard-Jadamowitz-Straße 1 Kadiner Straße 12 Koppenstraße 31–33 Lasdehner Straße 24/30, 31-32 Lebuser Straße 17 Löwestraße 6/28, 25/29 Marchlewskistraße 16/24, 25-25C, 26/30, 49-51, 57, 59-61, 63 Niederbarnimstraße 1 Proskauer Straße 37-38 Richard Sorge-Straße 7–9, 83, 84 Rüdersdorfer Straße 70 Straße der Pariser Kommune 43 Strausberger Platz 1–19 Warschauer Straße 83–85 Weberwiese Wedekindstraße 7/15, 10, 17–25 Weidenweg 5/21, 23/27, 29/49 (Lage) | I. Bauabschnitt Karl-Marx-Allee, Wohn- und Geschäftsbauten, Wohnanlagen, Sozial- und Kulturbauten, Fabrikanlage, Grünflächen und Grünanlagen, Promenaden, Brunnenanlagen, Verkehrsflächen, Wohngrünanlagen und Spielplätze Gesamtanlagen siehe: Auerstraße 8–20… Frankfurter Allee 1–6… Frankfurter Tor 1–9 Karl-Marx-Allee 53/67…, 71/91B…; 92/100…; 102/04…; 105/131…; 132/138… Marchlewskistraße 16/24… Strausberger Platz 1–19 Baudenkmale siehe: Auerstraße 13/17 Hildegard-Jadamowitz-Straße 1 Karl-Marx-Allee 131A Warschauer Straße 83–85 Gartendenkmale siehe: Strausberger Platz Weberwiese | 09085163 – Weidenweg 29/35, 39, 43/49 / Richard-Sorge-Straße 7/9, Wohnanlage, 1953–1955 | |
| 09085137 | Karl-Marx-Allee 53/67, 54/68, 71/91B, 72/90, 92/100, 93/103B, 102/104, 105/131, 106/128, 131A, 132/140, 133/143 Am Comeniusplatz 6 Andreasstraße 46 Auerstraße 8/20, 13/17, 24/30 Frankfurter Allee 1/5, 2/14, 7/27, 16/26 Frankfurter Tor 1–9 Fredersdorfer Straße 13–15, 25–27 Graudenzer Straße 1A-D, 2/10, 5A-D, 9A-D, 12/20, 15C/21E Grünberger Straße 1/11 Gubener Straße 2A-E, 11-14A, 17-19, 52-58 Hildegard-Jadamowitz-Straße 1 Kadiner Straße 12 Koppenstraße 31–33 Lasdehner Straße 24/30, 31-32 Lebuser Straße 17 Löwestraße 6/28, 25/29 Marchlewskistraße 16/24, 25-25C, 26/30, 49-51, 57, 59-61, 63 Niederbarnimstraße 1 Proskauer Straße 37-38 Richard Sorge-Straße 7–9, 83, 84 Rüdersdorfer Straße 70 Straße der Pariser Kommune 43 Strausberger Platz 1–19 Warschauer Straße 83–85 Weberwiese Wedekindstraße 7/15, 10, 17–25 Weidenweg 5/21, 23/27, 29/49 (Lage) | I. Bauabschnitt Karl-Marx-Allee, Wohn- und Geschäftsbauten, Wohnanlagen, Sozial- und Kulturbauten, Fabrikanlage, Grünflächen und Grünanlagen, Promenaden, Brunnenanlagen, Verkehrsflächen, Wohngrünanlagen und Spielplätze Gesamtanlagen siehe: Auerstraße 8–20… Frankfurter Allee 1–6… Frankfurter Tor 1–9 Karl-Marx-Allee 53/67…, 71/91B…; 92/100…; 102/04…; 105/131…; 132/138… Marchlewskistraße 16/24… Strausberger Platz 1–19 Baudenkmale siehe: Auerstraße 13/17 Hildegard-Jadamowitz-Straße 1 Karl-Marx-Allee 131A Warschauer Straße 83–85 Gartendenkmale siehe: Strausberger Platz Weberwiese | 09085164 – Weidenweg 37, Mietshaus, um 1890 | |
| 09085137 | Karl-Marx-Allee 53/67, 54/68, 71/91B, 72/90, 92/100, 93/103B, 102/104, 105/131, 106/128, 131A, 132/140, 133/143 Am Comeniusplatz 6 Andreasstraße 46 Auerstraße 8/20, 13/17, 24/30 Frankfurter Allee 1/5, 2/14, 7/27, 16/26 Frankfurter Tor 1–9 Fredersdorfer Straße 13–15, 25–27 Graudenzer Straße 1A-D, 2/10, 5A-D, 9A-D, 12/20, 15C/21E Grünberger Straße 1/11 Gubener Straße 2A-E, 11-14A, 17-19, 52-58 Hildegard-Jadamowitz-Straße 1 Kadiner Straße 12 Koppenstraße 31–33 Lasdehner Straße 24/30, 31-32 Lebuser Straße 17 Löwestraße 6/28, 25/29 Marchlewskistraße 16/24, 25-25C, 26/30, 49-51, 57, 59-61, 63 Niederbarnimstraße 1 Proskauer Straße 37-38 Richard Sorge-Straße 7–9, 83, 84 Rüdersdorfer Straße 70 Straße der Pariser Kommune 43 Strausberger Platz 1–19 Warschauer Straße 83–85 Weberwiese Wedekindstraße 7/15, 10, 17–25 Weidenweg 5/21, 23/27, 29/49 (Lage) | I. Bauabschnitt Karl-Marx-Allee, Wohn- und Geschäftsbauten, Wohnanlagen, Sozial- und Kulturbauten, Fabrikanlage, Grünflächen und Grünanlagen, Promenaden, Brunnenanlagen, Verkehrsflächen, Wohngrünanlagen und Spielplätze Gesamtanlagen siehe: Auerstraße 8–20… Frankfurter Allee 1–6… Frankfurter Tor 1–9 Karl-Marx-Allee 53/67…, 71/91B…; 92/100…; 102/04…; 105/131…; 132/138… Marchlewskistraße 16/24… Strausberger Platz 1–19 Baudenkmale siehe: Auerstraße 13/17 Hildegard-Jadamowitz-Straße 1 Karl-Marx-Allee 131A Warschauer Straße 83–85 Gartendenkmale siehe: Strausberger Platz Weberwiese | 09085166 – Weidenweg 41, Mietshaus, um 1890 | |
| 09045077 | Kinzigstraße 25–29 (Lage) | Wohngebäude und Stall Baudenkmal siehe: Kinzigstraße 29 | Weitere Bestandteile des Ensembles: | Weitere Bestandteile des Ensembles:                                                                   |
| 09045077 | Kinzigstraße 25–29 (Lage) | Wohngebäude und Stall Baudenkmal siehe: Kinzigstraße 29 | 09045078 – Kinzigstraße 25, Wohnhaus, 1878 von L. Blumtritt | |
| 09045077 | Kinzigstraße 25–29 (Lage) | Wohngebäude und Stall Baudenkmal siehe: Kinzigstraße 29 | 09045082 – Kinzigstraße 27, Wohnhaus, 1881 von E. Garbe | |
| 09045077 | Kinzigstraße 25–29 (Lage) | Wohngebäude und Stall Baudenkmal siehe: Kinzigstraße 29 | 09045086 – Kinzigstraße 29, Stall/Wohnhaus, 1877 von Ludwig Grünig | |
| 09045160 | Kopernikusstraße 2/3 (Lage) | Mietshäuser | Bestandteile des Ensembles: | Bestandteile des Ensembles:                                                                           |
| 09045160 | Kopernikusstraße 2/3 (Lage) | Mietshäuser | 09045161 – Kopernikusstraße 2, Mietshaus, 1902–1903 von Hermann Kriegel und Hermann Salow                                                                                                  | |
| 09045160 | Kopernikusstraße 2/3 (Lage) | Mietshäuser | 09045162 – Kopernikusstraße 3, Mietshaus, 1902–1903 von Paul Reimann und Hermann Salow | |
| 09045046 | Kreutzigerstraße 24–27 (Lage) | Fuhrunternehmen, Gewerbebauten | Bestandteil des Ensembles: | Bestandteil des Ensembles:                                                                            |
| 09045046 | Kreutzigerstraße 24–27 (Lage) | Fuhrunternehmen, Gewerbebauten | 09045054 – Pferdeställe, 1887 von Dittner | |
| 09045046 | Kreutzigerstraße 24–27 (Lage) | Fuhrunternehmen, Gewerbebauten | Ehemalige Bestandteile des Ensembles: | |
| 09045046 | Kreutzigerstraße 24–27 (Lage) | Fuhrunternehmen, Gewerbebauten | Schmiede, 1891 | |
| 09045046 | Kreutzigerstraße 24–27 (Lage) | Fuhrunternehmen, Gewerbebauten | Bürogebäude, nach 1920 | |
| 09045046 | Kreutzigerstraße 24–27 (Lage) | Fuhrunternehmen, Gewerbebauten | straßenseitige Umfassungsmauer, vor 1900 | |
| 09085001 | Landsberger Allee 49 Virchowstraße (Lage) | Städtisches Krankenhaus am Friedrichshain | Gesamtanlagen siehe: Landsberger Allee 49, ursprüngliche Krankenhausgebäude; Kinderstation Baudenkmale siehe: Landsberger Allee 49, Portikus; Röntgenhaus                                  | Überblick der Originalbauten 1888                                                                     |
| 09045057 | Mainzer Straße 15–19 Boxhagener Straße 95–97 (Hof), 98 Scharnweberstraße 33 (Lage) | Mietshäuser, Gewerbebauten und Pferdestall Gesamtanlage siehe: Mainzer Straße 16, 17, 18, 19 Baudenkmale siehe: Boxhagener Straße 95–97 Mainzer Straße 19 | Weitere Bestandteile des Ensembles: | Weitere Bestandteile des Ensembles:                                                                   |
| 09045057 | Mainzer Straße 15–19 Boxhagener Straße 95–97 (Hof), 98 Scharnweberstraße 33 (Lage) | Mietshäuser, Gewerbebauten und Pferdestall Gesamtanlage siehe: Mainzer Straße 16, 17, 18, 19 Baudenkmale siehe: Boxhagener Straße 95–97 Mainzer Straße 19 | 09045060 – Mainzer Straße 15 / Boxhagener Straße 98, Stall, 1895 von Otto Magnus, Lagerhaus, 1904 von Wilhelm Schrader                                                                     | Lagerhaus                                                                                             |
| 09045057 | Mainzer Straße 15–19 Boxhagener Straße 95–97 (Hof), 98 Scharnweberstraße 33 (Lage) | Mietshäuser, Gewerbebauten und Pferdestall Gesamtanlage siehe: Mainzer Straße 16, 17, 18, 19 Baudenkmale siehe: Boxhagener Straße 95–97 Mainzer Straße 19 | 09045062 – Mainzer Straße 17, Mietshaus, 1897 von Guido Mackenzie | Fassade Mainzer Str. 17                                                                               |
| 09045057 | Mainzer Straße 15–19 Boxhagener Straße 95–97 (Hof), 98 Scharnweberstraße 33 (Lage) | Mietshäuser, Gewerbebauten und Pferdestall Gesamtanlage siehe: Mainzer Straße 16, 17, 18, 19 Baudenkmale siehe: Boxhagener Straße 95–97 Mainzer Straße 19 | 09045063 – Mainzer Straße 18, Mietshaus, 1898 von W. Steinhoff | Fassade Mainzer Str. 18                                                                               |
| 09095152 | Modersohnstraße 33–47 (Lage) | Eisenbahn-Ausbesserungswerk Baudenkmale siehe: Modersohnstraße 33 (Wohnhaus mit Kantine), 33–47 (Werkstatthalle) | Weitere Bestandteile des Ensembles: | Weitere Bestandteile des Ensembles:                                                                   |
| 09095152 | Modersohnstraße 33–47 (Lage) | Eisenbahn-Ausbesserungswerk Baudenkmale siehe: Modersohnstraße 33 (Wohnhaus mit Kantine), 33–47 (Werkstatthalle) | 09095159 – Modersohnstraße 33–47 / Markgrafendamm 24, Spritzenhaus, 1912 von der Bauabteilung der Königlichen Eisenbahn                                                                    | Spritzenhaus, später Garagen                                                                          |
| 09095152 | Modersohnstraße 33–47 (Lage) | Eisenbahn-Ausbesserungswerk Baudenkmale siehe: Modersohnstraße 33 (Wohnhaus mit Kantine), 33–47 (Werkstatthalle) | 09095155 – Modersohnstraße 33–47 / Markgrafendamm 24, Magazin, 1912 von der Bauabteilung der Königlichen Eisenbahn                                                                         | Magazin                                                                                               |
| 09095152 | Modersohnstraße 33–47 (Lage) | Eisenbahn-Ausbesserungswerk Baudenkmale siehe: Modersohnstraße 33 (Wohnhaus mit Kantine), 33–47 (Werkstatthalle) | 09095158 – Modersohnstraße 33–47 / Markgrafendamm 24, Lagerhaus des Eisenbahnausbesserungswerkes, 1912 von der Bauabteilung der Königlichen Eisenbahn                                      | Lagerhaus, vor allem für Benzin                                                                       |
| 09095152 | Modersohnstraße 33–47 (Lage) | Eisenbahn-Ausbesserungswerk Baudenkmale siehe: Modersohnstraße 33 (Wohnhaus mit Kantine), 33–47 (Werkstatthalle) | 09095156 – Modersohnstraße 33–47 / Markgrafendamm 24, Schweißraum, 1920 vom Baubüro der Eisenbahndirektion                                                                                 | |
| 09095101 | Mühlenstraße 33, 34 Am Postbahnhof Mariane-von-Rantzau-Straße 2 (Lage) | Schlesischer Güterbahnhof Gesamtanlage siehe: Mühlenstraße 33, 34 | Weitere Bestandteile des Ensembles: | Weitere Bestandteile des Ensembles:                                                                   |
| 09095101 | Mühlenstraße 33, 34 Am Postbahnhof Mariane-von-Rantzau-Straße 2 (Lage) | Schlesischer Güterbahnhof Gesamtanlage siehe: Mühlenstraße 33, 34 | 09095103 – Wasserturm, 1880 von Müller | |
| 09095101 | Mühlenstraße 33, 34 Am Postbahnhof Mariane-von-Rantzau-Straße 2 (Lage) | Schlesischer Güterbahnhof Gesamtanlage siehe: Mühlenstraße 33, 34 | 09095104 – Drehscheibe, um 1906; 2024 komplett überarbeitet (siehe Bild) | |
| 09095101 | Mühlenstraße 33, 34 Am Postbahnhof Mariane-von-Rantzau-Straße 2 (Lage) | Schlesischer Güterbahnhof Gesamtanlage siehe: Mühlenstraße 33, 34 | 09095154 – Mariane-von-Rantzau-Straße 2, Lokleitung, um 1928 von Richard Brademann | |
| 09095131 | Naglerstraße 3 Ehrenbergstraße 24 (Lage) | ehem. Gemeindedoppelschule, seit den 1990er Jahren: August-Sander-Berufsschule Baudenkmale siehe: Naglerstraße 3, Lehrerwohnhaus | Weitere Bestandteile des Ensembles: | Weitere Bestandteile des Ensembles:                                                                   |
| 09095131 | Naglerstraße 3 Ehrenbergstraße 24 (Lage) | ehem. Gemeindedoppelschule, seit den 1990er Jahren: August-Sander-Berufsschule Baudenkmale siehe: Naglerstraße 3, Lehrerwohnhaus | 09095133 – Ehrenbergstraße 24, Turnhalle, 1904 von Ludwig Hoffmann, Wiederherstellung 1954 vom Architekten- und Ingenieur-Kollektiv Berlin C 2 YBestandteil der August-Sander-Berufsschule | |
| 09095131 | Naglerstraße 3 Ehrenbergstraße 24 (Lage) | ehem. Gemeindedoppelschule, seit den 1990er Jahren: August-Sander-Berufsschule Baudenkmale siehe: Naglerstraße 3, Lehrerwohnhaus | 09095134 – Naglerstraße 3 / Ehrenbergstraße 24, Schule, 1951 von Wolfgang Schröder | |
| 09085057 | Petersburger Platz 5 (Lage) | Ev. Pfingstkirche mit Gemeindehaus | Baudenkmale siehe: Petersburger Platz 5 (Kirche), Gemeindehaus | |
| 09045001 | Proskauer Straße 15–17 Bänschstraße 26–30 Schreinerstraße 63/64A (Lage) | Wohnanlage Proskauer Straße Gesamtanlage siehe: Proskauer Straße 15–17 | Weiterer Bestandteil des Ensembles: | Weiterer Bestandteil des Ensembles:                                                                   |
| 09045001 | Proskauer Straße 15–17 Bänschstraße 26–30 Schreinerstraße 63/64A (Lage) | Wohnanlage Proskauer Straße Gesamtanlage siehe: Proskauer Straße 15–17 | 09045003 – Proskauer Straße 16/17 / Bänschstraße 26, Ergänzungsbauten, 1954–1955 von R. Reichardt                                                                                          | |
| 09045112 | Proskauer Straße 22–24 (Lage) | Mietshäuser Baudenkmal siehe: Proskauer Straße 24 | Weitere Bestandteile des Ensembles: | Weitere Bestandteile des Ensembles:                                                                   |
| 09045112 | Proskauer Straße 22–24 (Lage) | Mietshäuser Baudenkmal siehe: Proskauer Straße 24 | 09045113 – Proskauer Straße 22, Mietshaus, 1903 von Ernst Krause | |
| 09045112 | Proskauer Straße 22–24 (Lage) | Mietshäuser Baudenkmal siehe: Proskauer Straße 24 | 09045114 – Proskauer Straße 23, Mietshaus, 1903 von Wilhelm Päpper und Carl Wender | |
| 09070001 | Revaler Straße 99 (Lage) | Reichsbahn-Ausbesserungswerk Baudenkmale siehe: Revaler Straße 99, Beamtenwohnhaus; Ambulatorium; Toranlage; Verwaltungsgebäude | Weitere Bestandteile des Ensembles: | Weitere Bestandteile des Ensembles:                                                                   |
| 09070001 | Revaler Straße 99 (Lage) | Reichsbahn-Ausbesserungswerk Baudenkmale siehe: Revaler Straße 99, Beamtenwohnhaus; Ambulatorium; Toranlage; Verwaltungsgebäude | 09070051 – Erfrischungspavillon, um 1924 von Josef Vietz | |
| 09070001 | Revaler Straße 99 (Lage) | Reichsbahn-Ausbesserungswerk Baudenkmale siehe: Revaler Straße 99, Beamtenwohnhaus; Ambulatorium; Toranlage; Verwaltungsgebäude | 09070050 – Einfriedung, um 1913 | |
| 09070001 | Revaler Straße 99 (Lage) | Reichsbahn-Ausbesserungswerk Baudenkmale siehe: Revaler Straße 99, Beamtenwohnhaus; Ambulatorium; Toranlage; Verwaltungsgebäude | 09070056 – Betriebsstofflager, um 1880 von Abraham | |
| 09045100 | Rigaer Straße 8–10 (Lage) | Ev. Galiläakirche mit Gemeindehaus, 12. Realschule mit Hofbebauung | Gesamtanlagen siehe: Rigaer Straße 8; 9/10 | Galiläakirche                                                                                         |
| 09095138 | Rotherstraße 1–4 Danneckerstraße 2–6 Lehmbruckstraße 1–7 Rudolfstraße 12–14 (Lage) | Ev. Zwinglikirche, Gemeindehaus und Mietshäuser Baudenkmale siehe: Danneckerstraße 2–4 Lehmbruckstraße 3; 5 Rotherstraße 1; 2; 3 Rudolfstraße 13; 14 | Weitere Bestandteile des Ensembles: | Weitere Bestandteile des Ensembles:                                                                   |
| 09095138 | Rotherstraße 1–4 Danneckerstraße 2–6 Lehmbruckstraße 1–7 Rudolfstraße 12–14 (Lage) | Ev. Zwinglikirche, Gemeindehaus und Mietshäuser Baudenkmale siehe: Danneckerstraße 2–4 Lehmbruckstraße 3; 5 Rotherstraße 1; 2; 3 Rudolfstraße 13; 14 | 09095149 – Lehmbruckstraße 1 / Rudolfstraße 12, Wohnhaus, 1904–1905 von Sigismund Koch | |
| 09095138 | Rotherstraße 1–4 Danneckerstraße 2–6 Lehmbruckstraße 1–7 Rudolfstraße 12–14 (Lage) | Ev. Zwinglikirche, Gemeindehaus und Mietshäuser Baudenkmale siehe: Danneckerstraße 2–4 Lehmbruckstraße 3; 5 Rotherstraße 1; 2; 3 Rudolfstraße 13; 14 | 09095146 – Lehmbruckstraße 7 / Rotherstraße 4, Wohnhaus, 1904–1905 von Sigismund Koch | |
| 09095138 | Rotherstraße 1–4 Danneckerstraße 2–6 Lehmbruckstraße 1–7 Rudolfstraße 12–14 (Lage) | Ev. Zwinglikirche, Gemeindehaus und Mietshäuser Baudenkmale siehe: Danneckerstraße 2–4 Lehmbruckstraße 3; 5 Rotherstraße 1; 2; 3 Rudolfstraße 13; 14 | 09095145 – Rotherstraße 3, Stall und Grenzmauer, 1904 von Sigismund Koch | |
| 09010007 | S-Bahnhof Frankfurter Allee Frankfurter Allee 111 (Lage) | S-Bahnhof Frankfurter Allee mit Bahnhofsgebäude, Beamtenwohnhaus und Ladenzeile Baudenkmale siehe: Frankfurter Allee 111, Bahnhofsgebäude; Beamtenwohnhaus | Weiterer Bestandteil des Ensembles: | Weiterer Bestandteil des Ensembles:                                                                   |
| 09010007 | S-Bahnhof Frankfurter Allee Frankfurter Allee 111 (Lage) | S-Bahnhof Frankfurter Allee mit Bahnhofsgebäude, Beamtenwohnhaus und Ladenzeile Baudenkmale siehe: Frankfurter Allee 111, Bahnhofsgebäude; Beamtenwohnhaus | 09010011 – Frankfurter Allee 111, Ladenzeile, 1931 von A. v. Zalukowski | S-Bahnhof Frankfurter Allee                                                                           |
| 09045116 | Schreinerstraße 53–56 (Lage) | Mietshäuser | Bestandteile des Ensembles: | Bestandteile des Ensembles:                                                                           |
| 09045116 | Schreinerstraße 53–56 (Lage) | Mietshäuser | 09045117 – Schreinerstraße 53, Mietshaus, 1904 | |
| 09045116 | Schreinerstraße 53–56 (Lage) | Mietshäuser | 09045118 – Schreinerstraße 54, Mietshaus, 1904 | |
| 09045116 | Schreinerstraße 53–56 (Lage) | Mietshäuser | 09045119 – Schreinerstraße 55, Mietshaus, 1904 | |
| 09045116 | Schreinerstraße 53–56 (Lage) | Mietshäuser | 09045120 – Schreinerstraße 56, Mietshaus, 1903 | |
| 09095093 | Straße der Pariser Kommune 8 (Lage) | Postamt O 17 Baudenkmal siehe: Straße der Pariser Kommune 8 | Weitere Bestandteile des Ensembles: | Weitere Bestandteile des Ensembles:                                                                   |
| 09095093 | Straße der Pariser Kommune 8 (Lage) | Postamt O 17 Baudenkmal siehe: Straße der Pariser Kommune 8 | 09095096 – Stallgebäude, um 1907 | |
| 09095093 | Straße der Pariser Kommune 8 (Lage) | Postamt O 17 Baudenkmal siehe: Straße der Pariser Kommune 8 | 09095095 – Abgangspackkammer, um 1907 von Wilhelm Tuckermann | |
| 09095093 | Straße der Pariser Kommune 8 (Lage) | Postamt O 17 Baudenkmal siehe: Straße der Pariser Kommune 8 | 09095121 – Eisenbahnviadukt, um 1880 von Ernst Dircksen | |
| 09095042 | Tunnelstraße 5–11 (Lage) | Dorfkirche Alt-Stralau mit Friedhof, Kapelle und Kriegerdenkmal | Baudenkmale siehe: Tunnelstraße 5–11, Dorfkirche; Kapelle; Kriegerdenkmal Gartendenkmal siehe: Tunnelstraße 5–11                                                                           | Dorfkirche Stralau                                                                                    |

## Denkmalbereiche (Gesamtanlagen)
| Nr.      | Lage | Offizielle Bezeichnung | Beschreibung | Bild                                                                             |
| -------- | --- | --- | --- | -------------------------------------------------------------------------------- |
| 09095002 | Alt-Stralau(Lage) | Ringbahnbrücke Oberspree mit Bahndamm-Mauer Bestandteil des Ensembles: Ringbahnbrücke Oberspree | Ringbahnbrücke, 1914–1921 |                                                                                  |
| 09095002 | Alt-Stralau(Lage) | Ringbahnbrücke Oberspree mit Bahndamm-Mauer Bestandteil des Ensembles: Ringbahnbrücke Oberspree | Stellwerk Tnt, um 1915 |                                                                                  |
| 09085007 | Am Friedrichshain Friedenstraße (Lage)                                                                                 | Märchenbrunnen im Volkspark Friedrichshain | 1911–1913 von Ludwig Hoffmann, Skulpturen von Ignatius Taschner, Josef Rauch und Georg Wrba (siehe auch Gartendenkmal Volkspark Friedrichshain) | Märchenbrunnen                                                                   |
| 09095055 | Am Rudolfplatz 3–4 (Lage)                                                                                              | Umspannwerk | 1908, Erweiterung 1927 von Karl Martin |                                                                                  |
| 09085169 | Auerstraße 8–20, 24–30 Löwestraße 6–28 Weidenweg 5–21 (Lage)                                                           | Stalinallee Nord Block 40, Wohnanlage Bestandteil des Ensembles: Karl-Marx-Allee | 1953–1954 vom Architektenkollektiv Kurt W. Leucht, unter Einbeziehung erhalten gebliebener Altbauten |                                                                                  |
| 09040271 | Berliner Mauer Mühlenstraße 45–80                                                                                      | Berliner Mauer, Grenzanlagen mit Mauerabschnitten und Wachtürmen Für weitere Bestandteile des Gesamtdenkmals siehe: Alt-Treptow, Altglienicke, Kladow, Pankow, Prenzlauer Berg und Reinickendorf                                                       | nach 1961, East Side Gallery, 1,3 km langes Teilstück der Berliner Mauer mit Bemalungen und Graffiti, 1990 von 118 Künstlern aus 21 Ländern | East Side Gallery                                                                |
| 09040271 | Berliner Mauer Mühlenstraße 45–80                                                                                      | Berliner Mauer, Grenzanlagen mit Mauerabschnitten und Wachtürmen Für weitere Bestandteile des Gesamtdenkmals siehe: Alt-Treptow, Altglienicke, Kladow, Pankow, Prenzlauer Berg und Reinickendorf                                                       | Reste der Hinterlandsicherungsmauer; Stralauer Platz / An der Schillingbrücke 3, Stralauer Allee / Höhe Eichenstraße |                                                                                  |
| 09040271 | Berliner Mauer Mühlenstraße 45–80                                                                                      | Berliner Mauer, Grenzanlagen mit Mauerabschnitten und Wachtürmen Für weitere Bestandteile des Gesamtdenkmals siehe: Alt-Treptow, Altglienicke, Kladow, Pankow, Prenzlauer Berg und Reinickendorf                                                       | Zoll- und Grenzsteg am Osthafen; (siehe auch Denkmallisten Mitte, Köpenick-Treptow, Pankow & Spandau) Der Steg entstand im Jahr 1962 als Wassersperre für die Trennmauer zwischen Ostberlin und Westberlin, nachdem dem Ausflugsschiff Friedrich Wolf der Weißen Flotte ein Grenzdurchbruch an der Mündung zum Landwehrkanal gelungen war. Zusätzlich wurden Sperrgitter und ein kleiner Wachturm errichtet. – Nach dem Mauerfall wurden Gitter und Turm kurzfristig beseitigt. Der Steg sollte im Jahr 2010 ebenfalls abgerissen werden, was durch Proteste verhindert wurde, dagegen stellte der Senat den Steg nun sogar unter Denkmalschutz. In den 2020er erwarb Quirin Graf Adelmann (der schon das DDR-Museum in Berlin betreibt) den Steg und gründete zu dessen kultureller Nutzung die Grenzhafen Berlin GmbH. Ende 2026 ist der Baubeginn vorgesehen, die besten Entwürfe werden nach einem Werkstattverfahren zusammen mit Senat und Denkmalamt umgesetzt. Es soll „ein musealer Stadtraum mit Ausstellungen, einem Museumshafen mit begehbaren Schiffen, Bildungsangeboten sowie kulturellen Veranstaltungen entstehen.“ |                                                                                  |
| 09040271 | Berliner Mauer Mühlenstraße 45–80                                                                                      | Denkmalverlust: Teilstück der East Side Gallery | 2006 erfolgte Teilabriss, für Spree-Anlegestelle der 02Arena, 2013 Teilabriss für Wohnungsbauprojekt | East Side Gallery                                                                |
| 09070027 | Böcklinstraße 7/8 (Lage)                                                                                               | Kath. Hl. Dreifaltigkeits-Kirche mit Pfarrhaus | 1914–1915 von Wilhelm J. Frydag |                                                                                  |
| 09045045 | Boxhagener Straße 111 (Lage)                                                                                           | Etagenfabrik mit Wohn- und Geschäftshaus | 1904 von Arnold Kuthe | Boxhagener Straße 111                                                            |
| 09095151 | Corinthstraße 1–5 Modersohnstraße 53/55 (Lage)                                                                         | Gemeindedoppelschule | 1909–1913 von Ludwig Hoffmann |                                                                                  |
| 09085019 | Eckertstraße 16 (Lage)                                                                                                 | ehem. Gemeindedoppelschule | 1907–1908 von Ludwig Hoffmann |                                                                                  |
| 09085170 | Frankfurter Allee 1–5, 2–14, 7–27, 16–26 Niederbarnimstraße 1 Proskauer Straße 37/38 (Lage)                            | Stalinallee Block G, Wohn- und Geschäftshäuser Bestandteil des Ensembles: Karl-Marx-Allee | 1954–1956 vom Entwurfskollektiv Hanns Hopp | Block G                                                                          |
| 09085170 | Frankfurter Allee 1–5, 2–14, 7–27, 16–26 Niederbarnimstraße 1 Proskauer Straße 37/38 (Lage)                            | Stalinallee Block G, Wohn- und Geschäftshäuser Bestandteil des Ensembles: Karl-Marx-Allee | Säule für Lichtreklame, 1956 |                                                                                  |
| 09045075 | Frankfurter Allee 40 (Lage)                                                                                            | Wohn- und Geschäftshaus und Gewerbebau | 1906–1907 von Hans Liepe und Oscar Garbe |                                                                                  |
| 09085171 | Frankfurter Tor 1–9 Karl-Marx-Allee 140, 143 (Lage)                                                                    | Platz Frankfurter Tor, Wohn- und Geschäftshäuser Bestandteil des Ensembles: Karl-Marx-Allee | 1955–1960 vom Architektenkollektiv Hermann Henselmann | Frankfurter Tor                                                                  |
| 09085015 | Friedenstraße (Lage)                                                                                                   | Spanienkämpferdenkmal im Volkspark Friedrichshain | 1966–1968 von Fritz Cremer und Siegfried Krepp (siehe auch Gartendenkmal Volkspark Friedrichshain) | Spanienkämpferdenkmal                                                            |
| 09085018 | Hausburgstraße 20, 243. und 267 (Lage)                                                                                 | Gemeindeschule | 1904–1906 von Ludwig Hoffmann |                                                                                  |
| 09070026 | Helenenhof 1–8 Gryphiusstraße 1–8, Holteistraße 28–33, Simplonstraße 41–51, Sonntagstraße 17–22 (Lage)                 | Helenenhof | Wohnanlage, 1903–1905 von Erich Köhn (siehe Gartendenkmal Helenenhof 1–8) | Helenenhof 1–8                                                                   |
| 09040456 | Hoch- und Untergrundbahn                                                                                               | Hoch- und Untergrundbahn, Stammstrecke (heute Teil der U-Bahn-Linie U1 und U2 zwischen U-Bahnhof Warschauer Straße und U-Bahnhof Ruhleben) Für weitere Bestandteile des Gesamtanlage siehe: Charlottenburg, Kreuzberg, Schöneberg, Tiergarten, Westend | Bauabschnitte: - als Hochbahn zwischen den Stationen Warschauer Straße und Schlesisches Tor, einschließlich Brückenbauten, 1896–1902 von Siemens & Halske (Ingenieur Heinrich Schwieger), diverse Umbaute (siehe auch Gesamtanlage U-Bahnhof Warschauer Straße) |                                                                                  |
| 09010028 | Holzmarktstraße 33 (Lage)                                                                                              | Pumpstation Radialsystem V, | Maschinenhalle, 1879–1880 | Radialsystem V                                                                   |
| 09010028 | Holzmarktstraße 33 (Lage)                                                                                              | Pumpstation Radialsystem V, | Maschinenhalle und Einfriedung, 1879–81 |                                                                                  |
| 09010028 | Holzmarktstraße 33 (Lage)                                                                                              | Pumpstation Radialsystem V, | Kessel- und Wohnhaus, 1905 von Richard Tettenborn |                                                                                  |
| 09085172 | Karl-Marx-Allee 53–67, 54–68 Andreasstraße 46 Lebuser Straße 17 (Lage)                                                 | Stalinallee Abschnitt B (Block B-Nord, Block B-Süd), Wohn- und Geschäftshäuser Bestandteil des Ensembles: Karl-Marx-Allee | 1951–1952 vom Entwurfskollektiv Egon Hartmann | Block B-Nord; A-Nord-Ost                                                         |
| 09085173 | Karl-Marx-Allee 71–91B, 72–90 Koppenstraße 31–33 Straße der Pariser Kommune 43 (Lage)                                  | Stalinallee Abschnitt C (Block C-Nord, Block C-Süd), Wohn- und Geschäftshäuser Bestandteil des Ensembles: Karl-Marx-Allee | 1951–1952 vom Entwurfskollektiv Richard Paulick | Block C-Nord                                                                     |
| 09085173 | Karl-Marx-Allee 71–91B, 72–90 Koppenstraße 31–33 Straße der Pariser Kommune 43 (Lage)                                  | Stalinallee Abschnitt C (Block C-Nord, Block C-Süd), Wohn- und Geschäftshäuser Bestandteil des Ensembles: Karl-Marx-Allee | Penthouse-Wohnung Richard Paulick |                                                                                  |
| 09085174 | Karl-Marx-Allee 92–100, 93–103B (Lage)                                                                                 | Stalinallee Abschnitt D (Block D-Nord, Block D-Süd), Wohn- und Geschäftshäuser Bestandteil des Ensembles: Karl-Marx-Allee | 1951–1952 vom Entwurfskollektiv Kurt W. Leucht | Block D-Süd                                                                      |
| 09085174 | Karl-Marx-Allee 92–100, 93–103B (Lage)                                                                                 | Stalinallee Abschnitt D (Block D-Nord, Block D-Süd), Wohn- und Geschäftshäuser Bestandteil des Ensembles: Karl-Marx-Allee | Säule für Lichtreklame, 1956 |                                                                                  |
| 09085177 | Karl-Marx-Allee 102/104, 126/128 Graudenzer Straße 1A-D, 2/10, 5A-D, 9A-D, 12/20, 15C/21E Gubener Straße 2A-E (Lage)   | Wohnzelle Friedrichshain, Wohnanlage Bestandteil des Ensembles: Karl-Marx-Allee | 1949–1951 vom Entwurfskollektiv Ludmilla Herzenstein mit Hans Scharoun, Helmut Riedel, Richard Paulick, Schmidt und Zahn | Karl-Marx-Allee 126/128                                                          |
| 09085177 | Karl-Marx-Allee 102/104, 126/128 Graudenzer Straße 1A-D, 2/10, 5A-D, 9A-D, 12/20, 15C/21E Gubener Straße 2A-E (Lage)   | Wohnzelle Friedrichshain, Wohnanlage Bestandteil des Ensembles: Karl-Marx-Allee | Betonlitfaßsäule, 1950er (Graudenzer Straße) |                                                                                  |
| 09085177 | Karl-Marx-Allee 102/104, 126/128 Graudenzer Straße 1A-D, 2/10, 5A-D, 9A-D, 12/20, 15C/21E Gubener Straße 2A-E (Lage)   | Wohnzelle Friedrichshain, Wohnanlage Bestandteil des Ensembles: Karl-Marx-Allee | Betonlitfaßsäule, 1950er (Lasdehner Straße) |                                                                                  |
| 09085175 | Karl-Marx-Allee 105–131, 106–124 (Lage)                                                                                | Stalinallee Abschnitt E (Block E-Nord, Block E-Süd), Wohn- und Geschäftshäuser Bestandteil des Ensembles: Karl-Marx-Allee | 1951–1952 vom Entwurfskollektiv Hanns Hopp | Block E-Nord                                                                     |
| 09085175 | Karl-Marx-Allee 105–131, 106–124 (Lage)                                                                                | Stalinallee Abschnitt E (Block E-Nord, Block E-Süd), Wohn- und Geschäftshäuser Bestandteil des Ensembles: Karl-Marx-Allee | Säule für Lichtreklame, 1956 |                                                                                  |
| 09085176 | Karl-Marx-Allee 132–138, 133–141 (Lage)                                                                                | Stalinallee Abschnitt F (Block F-Nord, Block F-Süd), Wohn- und Geschäftshäuser Bestandteil des Ensembles: Karl-Marx-Allee | 1952–1954 vom Entwurfskollektiv Karl Souradny | Block F-Süd                                                                      |
| 09045076 | Kinzigstraße 9 (Lage)                                                                                                  | Mietshaus, Schlachthof und Stall | 1893 von W. Schlundt |                                                                                  |
| 09070015 | Knorrpromenade 1–5, 7–10 Krossener Straße 32/33, Seumestraße 9–11, Wühlischstraße 15–18 (Lage)                         | Mietshausgruppe, Straßenraum mit Allee, Torbauten und Vorgärten | 1911–1913 | Knorrpromenade                                                                   |
| 09045163 | Kopernikusstraße 35 (Lage)                                                                                             | Möbelfabrik Rössler & Schmidt | 1905–1906 von F. Schlundt |                                                                                  |
| 09095035 | Krachtstraße 3–6A, 10A–14 (Lage)                                                                                       | Mietshausgruppe | 1911–1913 von Adolph Mattheus | Krachtstraße 10–14                                                               |
| 09085005 | Landsberger Allee 49 Virchowstraße (Lage)                                                                              | Kinderstation und Diphtheriepavillon des Städtischen Krankenhauses am Friedrichshain Bestandteil des Ensembles: Städtisches Krankenhaus am Friedrichshain                                                                                              | Diphtheriepavillon, um 1910 |                                                                                  |
| 09085005 | Landsberger Allee 49 Virchowstraße (Lage)                                                                              | Kinderstation und Diphtheriepavillon des Städtischen Krankenhauses am Friedrichshain Bestandteil des Ensembles: Städtisches Krankenhaus am Friedrichshain                                                                                              | 4 Pavillons der Kinderstation, um 1910 |                                                                                  |
| 09085002 | Landsberger Allee 49 Virchowstraße (Lage)                                                                              | ursprüngliche Gebäude und Einfriedung des Städtischen Krankenhauses am Friedrichshain Bestandteil des Ensembles: Städtisches Krankenhaus am Friedrichshain                                                                                             | Haupteingang mit Verwaltungsbau; 1868–1874 von Gropius & Schmieden |                                                                                  |
| 09085002 | Landsberger Allee 49 Virchowstraße (Lage)                                                                              | ursprüngliche Gebäude und Einfriedung des Städtischen Krankenhauses am Friedrichshain Bestandteil des Ensembles: Städtisches Krankenhaus am Friedrichshain                                                                                             | Torhäuser |                                                                                  |
| 09085002 | Landsberger Allee 49 Virchowstraße (Lage)                                                                              | ursprüngliche Gebäude und Einfriedung des Städtischen Krankenhauses am Friedrichshain Bestandteil des Ensembles: Städtisches Krankenhaus am Friedrichshain                                                                                             | Wirtschaftsgebäude |                                                                                  |
| 09085002 | Landsberger Allee 49 Virchowstraße (Lage)                                                                              | ursprüngliche Gebäude und Einfriedung des Städtischen Krankenhauses am Friedrichshain Bestandteil des Ensembles: Städtisches Krankenhaus am Friedrichshain                                                                                             | Krankenhausgebäude |                                                                                  |
| 09085002 | Landsberger Allee 49 Virchowstraße (Lage)                                                                              | ursprüngliche Gebäude und Einfriedung des Städtischen Krankenhauses am Friedrichshain Bestandteil des Ensembles: Städtisches Krankenhaus am Friedrichshain                                                                                             | Einfriedung | Blick auf einen Teil des Krankenhauses mit renovierter Einfriedung               |
| 09085002 | Landsberger Allee 49 Virchowstraße (Lage)                                                                              | Teilverlust: | Teil der Einfriedung um 2005 ersetzt |                                                                                  |
| 09085023 | Landsberger Allee 54 Richard-Sorge-Straße (Lage)                                                                       | Aktienbrauerei Friedrichshöhe, vorm. Patzenhofer | Direktorenvilla, 1886 |                                                                                  |
| 09085023 | Landsberger Allee 54 Richard-Sorge-Straße (Lage)                                                                       | Aktienbrauerei Friedrichshöhe, vorm. Patzenhofer | Brauerei, 1877–1896 von Arthur Rohmer und Alterthum & Zadek | Aktienbrauerei Friedrichshöhe                                                    |
| 09085023 | Landsberger Allee 54 Richard-Sorge-Straße (Lage)                                                                       | Aktienbrauerei Friedrichshöhe, vorm. Patzenhofer | Pförtnerhaus |                                                                                  |
| 09085023 | Landsberger Allee 54 Richard-Sorge-Straße (Lage)                                                                       | Aktienbrauerei Friedrichshöhe, vorm. Patzenhofer | Sudhaus, 1912 |                                                                                  |
| 09085023 | Landsberger Allee 54 Richard-Sorge-Straße (Lage)                                                                       | Denkmalverlust: Lagerhallen | 1877–1896 von Arthur Rohmer und Alterthum & Zadek, Abriss 2007 für Reihenhaussiedlung | Aktienbrauerei Friedrichshöhe                                                    |
| 09045167 | Lasdehner Straße 21–23 (Lage)                                                                                          | ehem. Gemeindedoppelschule | 1909 von Ludwig Hoffmann, Georg Matzdorff, Herold und Speer; Bauplastik von Georg Wrba |                                                                                  |
| 09045061 | Mainzer Straße 16 (Lage)                                                                                               | Mietshaus, Schmiede, Stall und Fabrik Bestandteil des Ensembles: Mainzer Straße | 1898–1900 von J. Wilck | Mainzer 16: mittig, dunkelgraue Balkons                                          |
| 09085178 | Marchlewskistraße 16/24, 25-25C, 26/30 Fredersdorfer Straße 13–15, 25–27 Weberwiese (Lage)                             | Hochhaus und Wohnanlagen an der Weberwiese Bestandteil des Ensembles: Karl-Marx-Allee | 1951–1952 vom Entwurfskollektiv Hermann Henselmann (siehe auch Gartendenkmal Weberwiese) | Hochhaus an der Weberwiese                                                       |
| 09085178 | Marchlewskistraße 16/24, 25-25C, 26/30 Fredersdorfer Straße 13–15, 25–27 Weberwiese (Lage)                             | Hochhaus und Wohnanlagen an der Weberwiese Bestandteil des Ensembles: Karl-Marx-Allee | Betonlitfaßsäule, 1950er Jahre (Marchlewskistraße) |                                                                                  |
| 09085178 | Marchlewskistraße 16/24, 25-25C, 26/30 Fredersdorfer Straße 13–15, 25–27 Weberwiese (Lage)                             | Hochhaus und Wohnanlagen an der Weberwiese Bestandteil des Ensembles: Karl-Marx-Allee | Betonlitfaßsäule, 1950er Jahre (Fredersdorfer Str. 25) |                                                                                  |
| 09095102 | Mühlenstraße 33, 34 (Lage)                                                                                             | Ostgüterbahnhof, Verwaltungsgebäude, Toranlage und Pförtnerloge Bestandteil des Ensembles: Schlesischer Güterbahnhof | um 1907 von Kach und dem Baubureau Schlesischer Bahnhof |                                                                                  |
| 09045098 | Neue Bahnhofstraße 9–17 (Lage)                                                                                         | Knorr-Bremse AG, Fabrik- und Verwaltungsgebäude | 1913–1916 von Alfred Grenander, Umbau 1955 | eh. Knorrbremse, Neue Bhstr.                                                     |
| 09085021 | Palisadenstraße 48 (Lage)                                                                                              | Umspannwerk der Berliner Elektrizitätswerke | 1899–1900 von Springmann |                                                                                  |
| 09010012 | Pettenkoferstraße 20–24 (Lage)                                                                                         | 280. und 293. Gemeindeschule | 1912–1913 von Ludwig Hoffmann |                                                                                  |
| 09085180 | Platz der Vereinten Nationen 1–12, 23–32 (Lage)                                                                        | Wohnbauten Leninplatz | 1968–1970 von Hermann Henselmann und Entwurfskollektiv Heinz Mehlan | Teile der genannten Wohnbebauung                                                 |
| 09045002 | Proskauer Straße 15 Bänschstraße 30, Schreinerstraße 63/64A (Lage)                                                     | Wohnanlage Proskauer Straße Bestandteil des Ensembles: Proskauer Straße 15–17 | 1897–1898 von Alfred Messel und Martin Altgelt | Wohnhaus von Alfred Messel                                                       |
| 09085022 | Richard-Sorge-Straße 21A/22 (Lage)                                                                                     | ehem. Bonbon-, Marzipan- und Schokoladenfabrik und Mietshaus | 1896–1897 von Reinhard Brehm | Ernst-Lemmer-Haus                                                                |
| 09045101 | Rigaer Straße 8 (Lage)                                                                                                 | 12. Realschule Bestandteil des Ensembles: Rigaer Straße | Königliches Standesamt und städtische Steuerkasse, heute Ärztehaus, 1898 |                                                                                  |
| 09045102 | Rigaer Straße 9/10 (Lage)                                                                                              | Ev. Galiläakirche mit Gemeindehaus Bestandteil des Ensembles: Rigaer Straße | 1909–1910 von Dinklage & Paulus |                                                                                  |
| 09045121 | Rigaer Straße 81/82 (Lage)                                                                                             | 247. und 252. Gemeindeschule | 1899–1902 von Ludwig Hoffmann und Georg Matzdorff | Schule Rigaer Straße 81/82                                                       |
| 09095052 | Rudolfstraße 15 (Lage)                                                                                                 | Pumpstation Radialsystem XII | 1889–1890 von Richard Tettenborn und Karl Meier |                                                                                  |
| 09095052 | Rudolfstraße 15 (Lage)                                                                                                 | Teilverlust: Einfriedung | Abriss 2011 |                                                                                  |
| 09070025 | Sonntagstraße 15 Holteistraße 7–9 Böcklinstraße Holteistraße 6 Wühlischstraße (Lage)                                   | Max-Kreuziger-Grundschule | 1953–1954 von Hans Schmidt | Max-Kreuziger-Grundschule                                                        |
| 09011323 | Stadtbahntrasse zwischen Ostbahnhof und Holtzendorffstraße                                                             | Stadtbahnviadukt, Bahndamm, Brückenbauten Für weitere Bestandteile des Gesamtdenkmals siehe: Charlottenburg, Hansaviertel, Mitte, Moabit und Tiergarten                                                                                                | 1875–1882 von Ernst Dircksen; 1912–1939 Umbauten |                                                                                  |
| 09095110 | Stralauer Allee 1–16 Alt-Stralau 1/2 (Lage)                                                                            | Osthafen | Lagerhallen mit Verwaltung und Arbeiterspeisehaus, 1907–1913 von Friedrich Krause | Osthafen                                                                         |
| 09095110 | Stralauer Allee 1–16 Alt-Stralau 1/2 (Lage)                                                                            | Osthafen | Kraftwerk | Osthafenspeicher                                                                 |
| 09095110 | Stralauer Allee 1–16 Alt-Stralau 1/2 (Lage)                                                                            | Osthafen | Osthafenspeicher | Osthafenspeicher                                                                 |
| 09095054 | Stralauer Allee 23A–B (Lage)                                                                                           | Doppelmietshaus | um 1900 | Stralauer allee 23A und 23B                                                      |
| 09010034 | Stralauer Platz 33/34 (Lage)                                                                                           | eh. Zentralmagazin der städtischen Gaswerke; heute Sitz des Energieforums Berlin | 1906–1908 von Reimer & Körte |                                                                                  |
| 09010034 | Stralauer Platz 33/34 (Lage)                                                                                           | Teilverlust: | Abriss des Seitenflügels vor 2000 |                                                                                  |
| 09085017 | Straßmannstraße 14 (Lage)                                                                                              | 234. und 253. Gemeindeschule, 6. Hilfsschule, 3. Schule für Schwerhörige und Lesehalle | Doppelschule, 1900–1902 von Ludwig Hoffmann vund Ludwig Ernst Emil |                                                                                  |
| 09085017 | Straßmannstraße 14 (Lage)                                                                                              | 234. und 253. Gemeindeschule, 6. Hilfsschule, 3. Schule für Schwerhörige und Lesehalle | Hilfsschule |                                                                                  |
| 09085017 | Straßmannstraße 14 (Lage)                                                                                              | 234. und 253. Gemeindeschule, 6. Hilfsschule, 3. Schule für Schwerhörige und Lesehalle | Rektorenwohnhaus mit Lesehalle |                                                                                  |
| 09085179 | Strausberger Platz 1–19 (Lage)                                                                                         | Stalinallee Abschnitt A, Wohn- und Geschäftshäuser Bestandteil des Ensembles: Karl-Marx-Allee | 1952–1953 vom Entwurfskollektiv Hermann Henselmann (siehe auch Gartendenkmal Strausberger Platz) | Strausberger Platz                                                               |
| 09085179 | Strausberger Platz 1–19 (Lage)                                                                                         | Stalinallee Abschnitt A, Wohn- und Geschäftshäuser Bestandteil des Ensembles: Karl-Marx-Allee | Wohnung Hermann Henselmann |                                                                                  |
| 09080614 | Tunnelstraße 12 / Platz am Spreetunnel (Lage)                                                                          | Spreetunnel mit Einfahrtsrampen und Tunnelröhre | Weiterer Bestandteil des Baudenkmals: siehe auch Alt-Treptow |                                                                                  |
| 09080614 | Tunnelstraße 12 / Platz am Spreetunnel (Lage)                                                                          | Spreetunnel mit Einfahrtsrampen und Tunnelröhre | Tunnel, 1895–1899 von C. Schnebel und W. Lauter |                                                                                  |
| 09080614 | Tunnelstraße 12 / Platz am Spreetunnel (Lage)                                                                          | Spreetunnel mit Einfahrtsrampen und Tunnelröhre | Straßenbahnbetriebsgebäude, 1899 |                                                                                  |
| 09095053 | U-Bahnhof Warschauer Straße Ehrenbergstraße 15/16 Rudolfstraße 1–8 Warschauer Platz 13/14, 18 Warschauer Straße (Lage) | U-Bahnhof Warschauer Straße (Hochbahnhof) | Bahnhof, 1900–1902 von Paul Wittig und Otto Stahn (siehe auch Gesamtanlage Hoch- und Untergrundbahn, Stammstrecke) | U-Bahnhof Warschauer Straße, der östliche Endbahnhof der Berliner U-Bahn-Linie 1 |
| 09095053 | U-Bahnhof Warschauer Straße Ehrenbergstraße 15/16 Rudolfstraße 1–8 Warschauer Platz 13/14, 18 Warschauer Straße (Lage) | U-Bahnhof Warschauer Straße (Hochbahnhof) | Wagenreparaturhallen, 1907 von Alfred Grenander |                                                                                  |
| 09095053 | U-Bahnhof Warschauer Straße Ehrenbergstraße 15/16 Rudolfstraße 1–8 Warschauer Platz 13/14, 18 Warschauer Straße (Lage) | U-Bahnhof Warschauer Straße (Hochbahnhof) | Treppenturm, um 1910 |                                                                                  |
| 09085016 | Virchowstraße Margarete-Sommer-Straße (Lage)                                                                           | Denkmal des polnischen Soldaten und deutschen Antifaschisten im Volkspark Friedrichshain | 1972 von Tadeusz Lodzian, Arnd Wittig, Zofia Wolska und Günter Mertel (siehe auch Gartendenkmal Volkspark Friedrichshain) | Denkmal des polnischen Soldaten und deutschen Antifaschisten                     |
| 09095169 | Warschauer Straße 39-44 (Lage)                                                                                         | Industriepalast | 1906–1907 von Johann Emil Schaudt | Industriepalast                                                                  |
| 09085020 | Weisbachstraße 1–8 Kochhannstraße 13–15B Ebelingstraße 12–14A Ebertystraße 11-12A (Lage)                               | Wohnanlage Weisbachstraße | 1899–1905 von Alfred Messel |                                                                                  |

## Baudenkmale
| Nr.                | Lage                                                                | Offizielle Bezeichnung | Bestandteile / Beschreibung | Bild                                                                   |
| ------------------ | ------------------------------------------------------------------- | --- | --- | ---------------------------------------------------------------------- |
| 09095005           | Alt-Stralau 3/4 (Lage)                                              | Teppichfabrik M. Protzen & Sohn Bestandteil des Ensembles: Teppichfabrik M. Protzen & Sohn                                                                         | nach 1896 | Teppichfabrik M. Protzen & Sohn                                        |
| 09095009           | Alt-Stralau 18 (Lage)                                               | Karl-Marx-Gedenkstätte | 1964 von Hans Kies | Karl-Marx-Erinnerungsstätte in Berlin-Stralau                          |
| 09095012           | Alt-Stralau 34 (Lage)                                               | Turnhalle der ehem. Gemeindeschule Alt-Stralau Bestandteil des Ensembles: ehem. Gemeindeschule Alt-Stralau                                                         | 1928 von Meurer | Turnhalle der ehem. Gemeindeschule Alt-Stralau                         |
| 09095018           | Alt-Stralau 63 (Lage)                                               | Glaswerke Stralau, Verwaltungsgebäude | 1918–1919 | Glaswerke Stralau, Verwaltungsgebäude                                  |
| 09095026           | Am Speicher 11–15 (Lage)                                            | Speichergebäude der Palmkernölfabrik | 1883–1885 von Albert Biebendt | Palmkernölspeicher                                                     |
| 09010026           | An der Schillingbrücke (Lage)                                       | Schillingbrücke | 1871–1873 von Seeck, Umbau 1912 von Lasker und Kolleck | Schillingbrücke                                                        |
| 09010035           | Andreasstraße (vor Nr. 21A) (Lage)                                  | Skulptur Handwerker mit Sohn | 1898 von Wilhelm Haverkamp |                                                                        |
| 09010027           | Andreasstraße 71–73 (Lage)                                          | Julius Pintsch AG, Verwaltungs- und Fabrikgebäude | 1906–1908 von Cremer & Wolffenstein |                                                                        |
| 09010027           | Andreasstraße 71–73 (Lage)                                          | Teilverlust: Seitengebäude | Abriss vor 2000 |                                                                        |
| 09085138           | Auerstraße 13–17 (Lage)                                             | Kindertagesstätte Bestandteil des Ensembles: Karl-Marx-Allee | 1953–1954 von Anton Gerber |                                                                        |
| 09095041           | Bahrfeldtstraße 2 (Lage)                                            | Mietshaus | um 1912 |                                                                        |
| 09045129           | Boxhagener Straße 70 Boxhagener Straße 70–72 (Lage)                 | Wohnhaus Bestandteil des Ensembles: Boxhagener Straße 70... | 1888 von Hermann Krägenbrink | Boxhagener Straße 70                                                   |
| 09045132           | Boxhagener Straße 72 (Lage)                                         | Mietshaus Bestandteil des Ensembles: Boxhagener Straße 70... | um 1888 von Hermann Krägenbrink |                                                                        |
| 09045056           | Boxhagener Straße 95–97 (Lage)                                      | zweigeschossiger Pferdestall auf dem Hof Bestandteil des Ensembles: Mainzer Straße                                                                                 | 1893 von Wilhelm Magnus |                                                                        |
| 09045074           | Boxhagener Straße 99 (Lage)                                         | Friedhofskapelle auf dem Friedhof IV der Ev. Georgen-Parochialgemeinde                                                                                             | 1879 von Knoblauch & Wex | Friedhofskapelle auf dem Friedhof IV der Ev. Georgen-Parochialgemeinde |
| 09095139           | Danneckerstraße 2–4 Rudolfstraße 14 (Lage)                          | Ev. Zwinglikirche Bestandteil des Ensembles: Rotherstraße | 1905–1908 von Jürgen Kröger | Zwinglikirche                                                          |
| 09095124           | Ehrenbergstraße 11–14 Rotherstraße 6/7, Rudolfstraße 9/10 (Lage)    | Verwaltungsbau (Narva-Gebäude I) Bestandteil des Ensembles: Ehrenbergstraße                                                                                        | 1913–1914 von Hermann Dernburg |                                                                        |
| 09095125           | Ehrenbergstraße 17–18 Rotherstraße 8–15 (Lage)                      | Fabrik und Verwaltungsbau (Narva-Gebäude III mit Narva-Turm) Bestandteil des Ensembles: Ehrenbergstraße                                                            | 1907–1909 von Theodor Kampffmeyer |                                                                        |
| 09095126           | Ehrenbergstraße 19–23 Naglerstraße 4–8, Rotherstraße 20–23 (Lage)   | Fabrik und Verwaltungsbau (Narva-Gebäude IV) Bestandteil des Ensembles: Ehrenbergstraße                                                                            | 1906 von Wilhelm Walther |                                                                        |
| 09085010           | Ernst-Zinna-Weg 1 (Lage)                                            | Skulptur „Roter Matrose“ auf dem Friedhof der Märzgefallenen | 1960 von Hans Kies (siehe auch Gartendenkmal Friedhof der Märzgefallenen) | Skulptur „Roter Matrose“                                               |
| 09045095           | Finowstraße 3/4 (Lage)                                              | Mietshaus Bestandteil des Ensembles: Frankfurter Allee 82–84 | 1910 |                                                                        |
| 09095030           | Fischzug 1A (Lage)                                                  | Engelhardt-Brauerei, Flaschenkellergebäude | 1929–1930 von Bruno Buch | Flaschenturm                                                           |
| 09095030           | Fischzug 1A (Lage)                                                  | Denkmalverlust: Flaschenkellergebäude | 1929–1930 von Bruno Buch; Abriss 2010 | Flaschenturm                                                           |
| 09045092           | Frankfurter Allee 82 (Lage)                                         | Mietshaus Bestandteil des Ensembles: Frankfurter Allee 82–84 | 1890 |                                                                        |
| 09045093           | Frankfurter Allee 84 Finowstraße 1 (Lage)                           | Wohn- und Geschäftshaus Bestandteil des Ensembles: Frankfurter Allee 82–84                                                                                         | um 1905 von Paul Jatzow | Frankfurter Allee 84                                                   |
| 09045097           | Frankfurter Allee 96 (Lage)                                         | Mietshaus | nach 1885 |                                                                        |
| 09045096           | Frankfurter Allee (vor Nr. 100) (Lage)                              | Wasserpumpe | nach 1895 von Otto Stahn |                                                                        |
| 09045147           | Friedenstraße Otto-Braun-Straße (Lage)                              | Denkmal des Freiherrn Alexander von Blomberg | 1913 von Otto Kuhlmann |                                                                        |
| 09045146           | Friedenstraße 1 Otto-Braun-Straße (Lage)                            | Ev. Bartholomäuskirche | 1854–1858 von Friedrich August Stüler und Johann Heinrich Friedrich Adler, Wiederaufbau 1952–1958 | Bartholomäuskirche                                                     |
| 09010031           | Friedenstraße 31 (Lage)                                             | Lehrerwohnhaus der 135. und 137. Gemeindeschule | 1883 von Hermann Blankenstein |                                                                        |
| 09085090           | Friedenstraße 80 Landsberger Allee 48/50 (Lage)                     | Grabkapelle Francke auf dem Friedhof II der Ev. Georgen-Parochialgemeinde Bestandteil des Ensembles: Friedenstraße 80–82                                           | 1898–1899 von Lundt & Kallmorgen (siehe auch Gartendenkmal Friedhof II der Ev. Georgen-Parochialgemeinde) |                                                                        |
| 09085093           | Friedenstraße 80 Landsberger Allee 48/50 (Lage)                     | Grabstätte Helmut Kraatz auf dem Friedhof der Ev. St.-Petri-Luisenstadt-Kirchengemeinde mit Skulptur von Achim Kühn Bestandteil des Ensembles: Friedenstraße 80–82 | Die Metallskulptur von 1983 von Achim Kühn für die Grabstätte des Arztes Helmut Kraatz trägt den Namen Die Ehe (auch Die Verbundenheit von Frau und Mann) und wurde zunächst für das Grab von Helmut Kraatz auf dem Georgen-Parochialfriedhof 2 angefertigt und dort aufgestellt. Der jetzige Standort in der Mitte des Hauptweges von der Friedenstraße auf dem St.-Petri-Luisenstadt-Friedhof wurde nach Reparatur der beschädigten Plastik in den 1990er Jahren neu gewählt. Es wird angenommen, dass an dieser Stelle zuvor ein Brunnen stand. Der liegende Stein vor der Skulptur trägt die Inschrift: „Professor Helmut Kraatz (1902–1983); Maria Kraatz (1918–1972). Zum Andenken an den großen Berliner Arzt und Lehrer. Freunde und Schüler.“ (siehe auch Gartendenkmal Friedhof II der Ev. Georgen-Parochialgemeinde) | Grabstätte Ehepaar Kraatz                                              |
| 09085089           | Friedenstraße 80 Landsberger Allee 48/50 (Lage)                     | Kapelle auf dem Friedhof II der evang. Georgen-Parochial-Gemeinde Bestandteil des Ensembles: Friedenstraße 80–82                                                   | 1865–1867 von Paul Erdmann (siehe auch Gartendenkmal Friedhof II der Ev. Georgen-Parochialgemeinde) | Kapelle I, wegen des Backsteins genannt Die rote Kapelle               |
| 09085073           | Friedenstraße 81 (Lage)                                             | Grabkapelle Roesicke auf dem Friedhof der Ev. St. Petri-Luisenstadt-Kirchengemeinde Bestandteil des Ensembles: Friedenstraße 80–82                                 | 1886 von Franz Schwechten, die Grabkapelle, in den Unterlagen der Friedhofsverwaltung auch Mausoleum der Familie Roesicke, befindet sich an der nordwestlichen Mauer des genannten Friedhofs. (siehe auch Gartendenkmal Friedhof der Ev. St.-Petri-Luisenstadt-Kirchengemeinde) | Grabkapelle Roesicke                                                   |
| 09085068           | Friedenstraße 81 (Lage)                                             | Kapelle auf dem Friedhof der Ev. St. Petri-Luisenstadt-Kirchengemeinde Bestandteil des Ensembles: Friedenstraße 80–82                                              | 1910–1911 von Walter Koeppen (siehe auch Gartendenkmal Friedhof der Ev. St.-Petri-Luisenstadt-Kirchengemeinde) | Kapelle II                                                             |
| 09085091           | Friedenstraße 83 (Lage)                                             | Ev. Auferstehungskirche | 1892–1895 von August Menken nach einem Entwurf von Hermann Blankenstein; vereinfachter Wiederaufbau, 1950–1961 von Günter Ahrens, Paul Schulz und Fritz Oellerking | Auferstehungskirche                                                    |
| 09085092           | Friedenstraße 91, 91A (Lage)                                        | Böhmisches Brauhaus, Mechanisch-pneumatische Mälzerei Bestandteil des Ensembles: Böhmischen Brauhaus                                                               | 1899 von Arthur Rohmer | Böhmisches Brauhaus                                                    |
| 09045150           | Georgenkirchstraße 69 (Lage)                                        | Erweiterungsbau des Ev. Missionshauses Bestandteil des Ensembles: Georgenkirchstraße                                                                               | 1898–1899 von Max Kühnlein |                                                                        |
| 09045149           | Georgenkirchstraße 70 Friedenstraße 2 (Lage)                        | Ev. Missionshaus Bestandteil des Ensembles: Georgenkirchstraße | 1871–1873 von H. Römer |                                                                        |
| 09095021           | Glasbläserallee 13/19 (Lage)                                        | Glaswerke Stralau, Werkstattgebäude | 1921 | Glaswerke Stralau, Werkstattgebäude                                    |
| 09070033           | Grünberger Straße 50 (Lage)                                         | Mietshaus und Fabrik Bestandteil des Ensembles: Grünberger Straße                                                                                                  | 1906 von Heinrich Hubracht |                                                                        |
| 09070033           | Grünberger Straße 50 (Lage)                                         | Mietshaus und Fabrik Bestandteil des Ensembles: Grünberger Straße                                                                                                  | Fabrik |                                                                        |
| 09070035           | Grünberger Straße 54 (Lage)                                         | Mietshaus und Fabrik Bestandteil des Ensembles: Grünberger Straße                                                                                                  | 1911 |                                                                        |
| 09070035           | Grünberger Straße 54 (Lage)                                         | Mietshaus und Fabrik Bestandteil des Ensembles: Grünberger Straße                                                                                                  | Fabrik |                                                                        |
| 09045159           | Gubener Straße 37 (Lage)                                            | Mietshaus | 1902–1903 von Hans Hermann |                                                                        |
| 09095165           | Hauptstraße, Wasserturm Ostkreuz (Lage)                             | Wasserturm | 1909–1912 von Karl Cornelius |                                                                        |
| 09095112           | Hauptstraße 95 (Lage)                                               | Beamtenwohnhaus | 1900 | Beamtenwohnhaus Ostkreuz, Markgrafendamm                               |
| 09085139           | Hildegard-Jadamowitz-Straße 1 (Lage)                                | Kindertagesstätte Bestandteil des Ensembles: Karl-Marx-Allee | um 1955, von Anton Gerber (?) |                                                                        |
| 09045166           | Kadiner Straße 11 (Lage)                                            | Wohn- und Geschäftshaus | 1903–1904 von H. Heinig |                                                                        |
| 09085140           | Karl-Marx-Allee 131A (Lage)                                         | Kino Kosmos (Kino 1000) Bestandteil des Ensembles: Karl-Marx-Allee                                                                                                 | 1960–1962 vom Architektenkollektiv Josef Kaiser und Herbert Aust | Kino Kosmos                                                            |
| 09045085           | Kinzigstraße 29 (Lage)                                              | Wohnhaus Bestandteil des Ensembles: Kinzigstraße | 1873 von Julius Breiter |                                                                        |
| 09010032           | Koppenstraße 76 (Lage)                                              | Direktorenhaus des Andreas-Realgymnasiums und Standesamtsgebäude                                                                                                   | 1904–1906 von Ludwig Hoffmann, Plastik von Josef Rauch |                                                                        |
| 09085003           | Landsberger Allee 49 Virchowstraße (Lage)                           | Städtisches Krankenhaus im Friedrichshain, Portikus des Gynäkologie-Gebäudes Bestandteil des Ensembles: Städtisches Krankenhaus am Friedrichshain                  | 1926–1927 von Meurer Die Frauenklinik befindet sich seit längerem in einem anderen Gebäude, der im Bild gezeigte Portikus gehört aktuell (Jahr 2012) zu einer Kindereinrichtung. |                                                                        |
| 09085004           | Landsberger Allee 49 Virchowstraße (Lage)                           | Städtisches Krankenhaus im Friedrichshain, Röntgenhaus Bestandteil des Ensembles: Städtisches Krankenhaus am Friedrichshain                                        | 1932 von Meurer |                                                                        |
| 09010033           | Lange Straße 31–34 (Lage)                                           | ehem. Andreas-Realschule | 1873 von Hermann Blankenstein |                                                                        |
| 09095148           | Lehmbruckstraße 3 Rotherstraße 1–4) (Lage)                          | Wohnhaus Bestandteil des Ensembles: Rotherstraße | 1904–1905 von Sigismund Koch |                                                                        |
| 09095147           | Lehmbruckstraße 5 Rotherstraße 1–4) (Lage)                          | Wohnhaus Bestandteil des Ensembles: Rotherstraße | 1904–1905 von Sigismund Koch |                                                                        |
| 09085009           | Lenbachstraße 17 (Lage)                                             | Mietshaus | 1913–1914 |                                                                        |
| 09045110           | Liebigstraße 3 (Lage)                                               | Gewerbehof | 1905 |                                                                        |
| 09045064           | Mainzer Straße 19 Scharnweberstraße 33 (Lage)                       | Mietshaus Bestandteil des Ensembles: Mainzer Straße | 1897 von Otto Roeder | Mainzer Straße 19                                                      |
| 09045181           | Marchlewskistraße 6 (Lage)                                          | Feuerwache Memel | 1884 von Hermann Blankenstein; Ehemalige Feuerwache wird zum Kulturhaus | Frontansicht der eh. Feuerwache                                        |
| 09045165           | Marchlewskistraße 45 (Lage)                                         | Lehrerwohnhaus der 87. und 98. Gemeindeschule | 1880–1881 von Hermann Blankenstein und Mylius: Lehrerwohnhaus, heute Wohngebäude | eh. Rektorenwohnhaus                                                   |
| 09095111           | Markgrafendamm 24 (Lage)                                            | Gleichrichterwerk | 1927–1928 von Richard Brademann | Umspannwerk, Markgrafendamm                                            |
| 09085011           | Matkowskystraße 4 Revaler Straße 26–26A (Lage)                      | Wohnanlage | 1929–1930 von Richard Nowottnik | Matkowskystr. 4                                                        |
| 09095153           | Modersohnstraße 33 (Lage)                                           | Wohnhaus des Eisenbahn-Ausbesserungswerkes mit Kantinenanbau Bestandteil des Ensembles: Eisenbahn-Ausbesserungswerk                                                | 1895 von der Bauabteilung der Königlichen Eisenbahndirektion |                                                                        |
| 09095157           | Modersohnstraße 33–47 (Lage)                                        | Überwachungswerk Markgrafendamm, Werkstatthalle Bestandteil des Ensembles: Eisenbahn-Ausbesserungswerk                                                             | 1927 von Richard Brademann, Anbau 1938 |                                                                        |
| 09095180           | Mühlenstraße 8 (Lage)                                               | Wohnhaus der Getreidemühle | 1887 von F. Frohneike |                                                                        |
| 09095180           | Mühlenstraße 8 (Lage)                                               | Denkmalverlust: Kontor | Abriss vor 2000 |                                                                        |
| 09095172           | Mühlenstraße 73, 78–80 (Lage)                                       | Speicher | Speicher, 1907 von R. Schreiber | Speichergebäude                                                        |
| 09095172           | Mühlenstraße 73, 78–80 (Lage)                                       | Wachturmaufsatz, nach 1961 | |                                                                        |
| 09095172           | Mühlenstraße 73, 78–80 (Lage)                                       | Pförtnerhaus, 1977 | |                                                                        |
| 09095132           | Naglerstraße 3 (Lage)                                               | Lehrerwohnhaus der 220. und 255. Gemeindeschule Bestandteil des Ensembles: Naglerstraße                                                                            | 1901–1902 von Ludwig Hoffmann |                                                                        |
| 09095127           | Naglerstraße 17/18 Rotherstraße 16–19, Warschauer Platz 9/10 (Lage) | Geschäftshaus und Fabrik (Narva-Gebäude V) Bestandteil des Ensembles: Ehrenbergstraße                                                                              | 1907–1909 von Theodor Kampffmeyer |                                                                        |
| 09095168           | Oberbaumbrücke (Lage)                                               | Oberbaumbrücke | 1892–1896 von Otto Stahn | Oberbaumbrücke                                                         |
| 09045168           | Otto-Braun-Straße 90 Georgenkirchstraße 2 (Lage)                    | Verwaltungsgebäude | nach 1955 |                                                                        |
| 09010023           | Palisadenstraße 73/74 (Lage)                                        | Kath. St. Pius-Kirche | 1892–1894 von Max Hasak, Turmabschluss 1961 von V. Josef Zeh | Turm St. Pius-Kirche                                                   |
| 09085094           | Petersburger Platz 5 (Lage)                                         | Ev. Pfingstkirche Bestandteil des Ensembles: Petersburger Platz | 1906–1908 von Jürgen Kröger und Gustav Werner | Pfingstkirche                                                          |
| 09085095           | Petersburger Platz 5 (Lage)                                         | Gemeindehaus der Ev. Pfingstkirche Bestandteil des Ensembles: Petersburger Platz                                                                                   | 1927–1929 von Walter Erdmann |                                                                        |
| 09045115           | Proskauer Straße 24 (Lage)                                          | Mietshaus Bestandteil des Ensembles: Proskauer Straße 22–24 | 1901–1903 von Alfons Anker |                                                                        |
| 09070053           | Revaler Straße 99 (Lage)                                            | Ambulatorium des Reichsbahn-Ausbesserungswerkes Bestandteil des Ensembles: RAW-Gelände                                                                             | um 1913 |                                                                        |
| 09070054           | Revaler Straße 99 (Lage)                                            | Beamtenwohnhaus des Reichsbahn-Ausbesserungswerkes Bestandteil des Ensembles: RAW-Gelände                                                                          | um 1896 |                                                                        |
| 09070055           | Revaler Straße 99 (Lage)                                            | Toranlage des Reichsbahn-Ausbesserungswerkes Bestandteil des Ensembles: RAW-Gelände                                                                                | um 1913 | Toranlage des Reichsbahn-Ausbesserungswerkes                           |
| 09070052           | Revaler Straße 99 (Lage)                                            | Verwaltungsgebäude des Reichsbahn-Ausbesserungswerkes Bestandteil des Ensembles: RAW-Gelände                                                                       | um 1897 |                                                                        |
| 09040002           | Revaler Straße 99 (Lage)                                            | Luftschutzbunker des Reichsbahn-Ausbesserungswerkes Bestandteil des Ensembles: RAW-Gelände                                                                         | um 1942 von Leo Winkel |                                                                        |
| 09085532           | Richard-Sorge-Straße 14–15 (Lage)                                   | Ev.-methodistische Christuskirche („Notkirche“) | 1948 von der schwedischen Firma WST Blokhus | Christuskirche                                                         |
| 09095141           | Rotherstraße 1 Danneckerstraße 6 (Lage)                             | Wohnhaus Bestandteil des Ensembles: Rotherstraße | 1903–1904 von Sigismund Koch |                                                                        |
| 09095142           | Rotherstraße 2 (Lage)                                               | Wohnhaus Bestandteil des Ensembles: Rotherstraße | 1903–1904 von Sigismund Koch |                                                                        |
| 09095143           | Rotherstraße 3 (Lage)                                               | Wohnhaus Bestandteil des Ensembles: Rotherstraße | 1903–1904 von Sigismund Koch |                                                                        |
| 09085183           | Rüdersdorfer Straße 20–27 (Lage)                                    | Schule | 1954 von Anton Gerber | Gebäude der Ellen-Key-Oberschule                                       |
| 09045179           | Rüdersdorfer Straße 45A (Lage)                                      | Kath. St.-Antonius-Kapelle | 1897–1898, Wiederaufbau nach 1955 | St.-Antonius-Kapelle                                                   |
| 09095150           | Rudolfstraße 13 (Lage)                                              | Wohnhaus Bestandteil des Ensembles: Rotherstraße | 1904–1905 von Sigismund Koch |                                                                        |
| 09095140           | Rudolfstraße 14 (Lage)                                              | Gemeindehaus der Ev. Zwinglikirche Bestandteil des Ensembles: Rotherstraße                                                                                         | 1927–1928 von Fritz Buch |                                                                        |
| 09010013           | Samariterplatz (Lage)                                               | Ev. Samariterkirche Bestandteil des Ensembles: Bänschstraße | 1892–1894 von Gotthilf Ludwig Möckel | Samariterkirche                                                        |
| 09045122           | Samariterstraße 38 (Lage)                                           | Mietshaus | 1898–1899 von Carl Kneifel |                                                                        |
| 09010010           | S-Bahnhof Frankfurter Allee Frankfurter Allee 111 (Lage)            | S-Bahnhof Frankfurter Allee, Bahnhofsgebäude Bestandteil des Ensembles: S-Bahnhof Frankfurter Alle                                                                 | 1890 von Bordekow |                                                                        |
| 09010009           | S-Bahnhof Frankfurter Allee Frankfurter Allee 111 (Lage)            | S-Bahnhof Frankfurter Allee, Beamtenwohnhaus Bestandteil des Ensembles: S-Bahnhof Frankfurter Allee                                                                | nach 1903 von Mernim |                                                                        |
| 09095164           | S-Bahnhof Ostkreuz Hauptstraße Sonntagstraße 37 (Lage)              | S-Bahnhof Ostkreuz mit Bahnsteigen und Überdachungen, Aufsichtsgebäuden, Stellwerk, Verbindungsbrücken und Beamtenwohnhaus                                         | Vorortbahnsteig D, 1900–1914 |                                                                        |
| 09095164           | S-Bahnhof Ostkreuz Hauptstraße Sonntagstraße 37 (Lage)              | S-Bahnhof Ostkreuz mit Bahnsteigen und Überdachungen, Aufsichtsgebäuden, Stellwerk, Verbindungsbrücken und Beamtenwohnhaus                                         | Beamtenwohnhaus |                                                                        |
| 09095164           | S-Bahnhof Ostkreuz Hauptstraße Sonntagstraße 37 (Lage)              | S-Bahnhof Ostkreuz mit Bahnsteigen und Überdachungen, Aufsichtsgebäuden, Stellwerk, Verbindungsbrücken und Beamtenwohnhaus                                         | Fußgängerüberführung |                                                                        |
| 09095164           | S-Bahnhof Ostkreuz Hauptstraße Sonntagstraße 37 (Lage)              | Denkmalverluste: Abriss zwischen 2006 und 2012 für neuen Ostkreuz Bahnhof                                                                                          | Ringbahnsteig F, 1900–1914 |                                                                        |
| 09095164           | S-Bahnhof Ostkreuz Hauptstraße Sonntagstraße 37 (Lage)              | Denkmalverluste: Abriss zwischen 2006 und 2012 für neuen Ostkreuz Bahnhof                                                                                          | Stadtbahnsteig E, 1900–1914 |                                                                        |
| 09095164           | S-Bahnhof Ostkreuz Hauptstraße Sonntagstraße 37 (Lage)              | Denkmalverluste: Abriss zwischen 2006 und 2012 für neuen Ostkreuz Bahnhof                                                                                          | Stadtbahnsteig A, 1900–1914 |                                                                        |
| 09095164           | S-Bahnhof Ostkreuz Hauptstraße Sonntagstraße 37 (Lage)              | Denkmalverluste: Abriss zwischen 2006 und 2012 für neuen Ostkreuz Bahnhof                                                                                          | Verbindungsbrücke Südkurve |                                                                        |
| 09045099           | Scharnweberstraße (vor Nr. 13) (Lage)                               | Wasserpumpe | nach 1905 von Otto Stahn | Wasserpumpe Scharnweberstraße                                          |
| 09045070           | Scharnweberstraße 40 (Lage)                                         | Mietshaus | um 1880 |                                                                        |
| 09070005           | Simplonstraße 6 (Lage)                                              | Mietshaus | 1912 von Karl Burau | Simplonstraße 6                                                        |
| 09080422           | Simplonstraße 31–37 (Lage)                                          | Ev. Offenbarungskirche („Notkirche“) | 1949 von Otto Bartning | Offenbarungskirche                                                     |
| 09010029           | Singerstraße 22 (Lage)                                              | Kindertagesstätte | 1964–1965 vom VEB Berlin-Projekt |                                                                        |
| 09095109           | Stralauer Allee 1 (Lage)                                            | Eierkühlhaus am Osthafen | 1928–1929 und 1940 (Erweiterungsbau) von Oskar Pusch | Eierkühlhaus                                                           |
| 09095094           | Straße der Pariser Kommune 3–7 (Lage)                               | Postamt O 17 Bestandteil des Ensembles: Postamt O 17 | Ankunftspackkammer mit Postverladehalle, um 1907 von Wilhelm Tuckermann | Postbahnhof am Ostbahnhof                                              |
| 09095043           | Tunnelstraße 5–11 (Lage)                                            | Dorfkirche Alt-Stralau auf dem Friedhof der Ev. Kirchengemeinde Alt-Stralau Bestandteil des Ensembles: Dorfkirche Alt-Stralau                                      | 1459–1464; Turm, 1823–1824 von Friedrich Wilhelm Langerhans (siehe auch Gartendenkmal Tunnelstraße 5–11) | Kirche Stralau auf dem Friedhofsgelände                                |
| 09095044           | Tunnelstraße 5–11 (Lage)                                            | Kapelle auf dem Friedhof der Ev. Kirchengemeinde Alt-Stralau Bestandteil des Ensembles: Dorfkirche Alt-Stralau                                                     | 1912 (siehe auch Gartendenkmal Tunnelstraße 5–11) | Friedhofskapelle Stralau                                               |
| 09095045           | Tunnelstraße 5–11 (Lage)                                            | Kriegerdenkmal auf dem Friedhof der Ev. Kirchengemeinde Alt-Stralau Bestandteil des Ensembles: Dorfkirche Alt-Stralau                                              | vor 1929 (siehe auch Gartendenkmal Tunnelstraße 5–11) | Kriegerdenkmal Stralau                                                 |
| 09085405           | U-Bahnhof Samariterstraße Frankfurter Allee Samariterstraße (Lage)  | U-Bahnhof Samariterstraße | 1928–1930 von Alfred Grenander | U-Bahnhof Samariterstraße                                              |
| 09085096           | Virchowstraße (Lage)                                                | Skulptur Mutter mit Kind im Volkspark Friedrichshain | 1898 von Edmund Gomansky (siehe auch Gartendenkmal Volkspark Friedrichshain) | Skulptur Mutter mit Kind                                               |
| 09045176           | Warschauer Brücke (Bahnanlage) (Lage)                               | Stellwerk B9 | 1937 von Richard Brademann; wurde 2005 aberkannt und 2021 wieder als Denkmal aufgenommen |                                                                        |
| 09040191 (11/2024) | Warschauer Brücke (Bahnanlage) (Lage)                               | Stellwerk W5/W6 | 1930 von Richard Brademann |                                                                        |
| 09095136           | Warschauer Platz 6–8 Naglerstraße 19–21 (Lage)                      | Höhere Webeschule | 1909–1914 von Ludwig Hoffmann |                                                                        |
| 09045164           | Warschauer Straße 26 (Lage)                                         | Mietshaus | 1899–1900 von Karl Walter | Warschauer Straße 26                                                   |
| 09085186           | Warschauer Straße 83–85 (Lage)                                      | Wohn- und Geschäftshaus Bestandteil des Ensembles: Karl-Marx-Allee                                                                                                 | 1956 von Heinz Bärhold |                                                                        |
| 09045153           | Weinstraße (vor Nr. 1/2, Grünanlage) (Lage)                         | Rosa-Luxemburg-Gedenkstele | 1977 von Günther Junge | Rosa-Luxemburg-Gedenkstele                                             |
| 09045111           | Zellestraße 12 (Lage)                                               | Lehrerwohnhaus und Hilfsschule | 1913–1914 von Ludwig Hoffmann und Georg Matzdorff |                                                                        |

## Gartendenkmale
| Nr.      | Lage | Offizielle Bezeichnung                                                                                | Beschreibung | Bild                                                                          |
| -------- | --- | --- | --- | ----------------------------------------------------------------------------- |
| 09046084 | Am Friedrichshain Danziger Straße Ernst-Zinna-Weg Friedenstraße Landsberger Allee Max-Fettling-Platz Virchowstraße (Lage) | Volkspark Friedrichshain                                                                              | 1846–1848 von Gustav Meyer, Erweiterung 1874 von Gustav Meyer; Anlagen am Märchenbrunnen 1911–1913 von Ludwig Hoffmann und Albert Brodersen; 1945–1948 Wiederaufbau nach Plänen von Reinhold Lingner u. a., weitere Umgestaltungen seit 1950 (siehe Gesamtanlagen Am Friedrichshain; Friedenstraße; Virchowstraße und Baudenkmal Virchowstraße) |                                                                               |
| 09046076 | Boxhagener Platz (Lage)                                                                                                   | Stadtplatz                                                                                            | 1929 von Erwin Barth, Wiederherstellung seit 1993 | Boxhagener Platz                                                              |
| 09046077 | Friedenstraße 80 Landsberger Allee 48/50 (Lage)                                                                           | Friedhof II der Ev. Georgen-Parochialgemeinde Bestandteil des Ensembles: Friedenstraße 80–82          | angelegt 1848 (siehe auch Baudenkmale Friedenstraße 80, Kapelle; Grabkapelle Francke; Grabstätte Kraatz) | Verwaltungsgebäude des Friedhofs                                              |
| 09046078 | Friedenstraße 81 (Lage)                                                                                                   | Friedhof der Ev. St.-Petri-Luisenstadt-Kirchengemeinde Bestandteil des Ensembles: Friedenstraße 80–82 | angelegt 1838 (siehe auch Baudenkmale Friedenstraße 81, Kapelle; Grabkapelle Roesicke) | Reste von Familiengrabstätten an der Friedhofsmauer entlang der Friedenstraße |
| 09046079 | Helenenhof 1–8 Gryphiusstraße 1–8 Holteistraße 28–33 Simplonstraße 41/51 Sonntagstraße 17–22 (Lage)                       | Wohngrünanlage mit Privatstraße und Innenhöfen der Wohnsiedlung                                       | 1904–1906 von Erich Köhn (siehe Gesamtanlage Helenenhof 1–8) | Helenenhof                                                                    |
| 09046080 | Landsberger Allee (Lage)                                                                                                  | Friedhof der Märzgefallenen                                                                           | angelegt 1848, Umgestaltungen 1925 von Ludwig Hoffmann und 1948–1957 (siehe Baudenkmal Landsberger Allee) | Friedhof der Märzgefallenen                                                   |
| 09046083 | Strausberger Platz (Lage)                                                                                                 | Grün- und Freiflächen Bestandteil des Ensembles: Karl-Marx-Allee                                      | 1953–1954 von Reinhold Lingner und Helmut Kruse(siehe auch Gesamtanlage Strausberger Platz 1–19) | Strausberger Platz                                                            |
| 09046083 | Strausberger Platz (Lage)                                                                                                 | Grün- und Freiflächen Bestandteil des Ensembles: Karl-Marx-Allee                                      | Brunnenanlage, 1966–67 von Fritz Kühn, Heinz Graffunder, Oberflächenbearbeitung, 1969 von Achim Kühn; Mittelrondell, 1967 von Rolf Rühle (D) |                                                                               |
| 09046081 | Tunnelstraße 5–11 (Lage)                                                                                                  | Friedhof der Ev. Kirchengemeinde Alt-Stralau Bestandteil des Ensembles: Dorfkirche Alt-Stralau        | angelegt 1464 (siehe auch Baudenkmale Tunnelstraße 5–11, Dorfkirche; Kapelle; Kriegerdenkmal) |                                                                               |
| 09046082 | Weberwiese Marchlewskistraße 25-25C (Lage)                                                                                | Weberwiese, Wohngrünanlage Bestandteil des Ensembles: Karl-Marx-Allee                                 | 1953–1954 von Helmut Kruse (siehe auch Gesamtanlage Marchlewskistraße 16/24…) | Marchlewskistraße 18                                                          |

## Bodendenkmale
| Nr.      | Lage                      | Offizielle Bezeichnung                       | Beschreibung   | Bild |
| -------- | ------------------------- | -------------------------------------------- | -------------- | ---- |
| 09085081 | Alt-Stralau 35–39 (Lage)  | Reste einer frühmittelalterlichen Burganlage | 13. und 14. Jh |      |
| 09085082 | Tunnelstraße 30–36 (Lage) | Reste einer frühmittelalterlichen Burganlage | 13. Jh.        |      |

## Ehemalige Denkmale
| Nr.       | Lage                                           | Offizielle Bezeichnung                                                      | Beschreibung                                                                                           | Bild                          |
| --------- | ---------------------------------------------- | --------------------------------------------------------------------------- | --- | ----------------------------- |
| unbekannt | Stadtbahntrasse Hauptbahnhof und Michaelbrücke | Stadtbahnbögen und stählerne Brückenbauten                                  | 1875–1882 von Erich Dircksen; nun Teil der Gesamtanlage #09011323                                      |                               |
| unbekannt | Alt-Stralau (Lage)                             | Transformatorensäule                                                        | Nach 1996 abgetragen                                                                                   |                               |
| 09095003  | Alt-Stralau (Lage)                             | Unterführung Ehemaliger Bestandteil des Ensembles: Ringbahnbrücke Oberspree | 1903; 2023 aberkannt                                                                                   |                               |
| unbekannt | Alt-Stralau 66 (Lage)                          | Glaswerke Stralau, Wohnhaus                                                 | um 1905; 2002 abgerissen                                                                               |                               |
| 09045141  | Boxhagener Straße 80 (Lage)                    | Cyklon Maschinenfabrik mit Pförtnerhaus                                     | 1906–1907 von Karl Bernhard; bei Teilabriss des Blocks 74 ist 2009 die Fabrik zum Opfer gefallen       |                               |
| unbekannt | Modersohnstraße (Bahnanlage)                   | Stellwerk B7 (Oga)                                                          | 1912 von Belter & Schneevogl; Abriss                                                                   |                               |
| unbekannt | Mühlenstraße 8 (Lage)                          | Roggenmühle mit Hofpflasterung und Gleisen                                  | 1886–1887 von Blumenberg & Schreiber; Anbau Maschinenhaus, 1910 von Winkler; Abriss vor 2000           |                               |
| 09020851  | Rigaer Straße 72–73 (Lage)                     | Eckertsche Arbeiterwohnhäuser (Schlackebetonbauten)                         | 1875–1876 Sie wurden im Juli 2016 abgerissen, um dem Neubau-Projekt Carré Sama-Riga Platz zu schaffen. | Eckertsche Arbeiterwohnhäuser |
| 09020851  | Rigaer Straße 72–73 (Lage)                     | Eckertsche Arbeiterwohnhäuser (Schlackebetonbauten)                         | Zwischenbau, 1887–1888                                                                                 |                               |
| 09045143  | Samariterstraße (vor Nr. 1) (Lage)             | Litfaßsäule                                                                 | nach 1905, 2019 abgerissen                                                                             |                               |
| 09045177  | Warschauer Brücke (Bahnanlage) (Lage)          | Dienstgebäude                                                               | nach 1895; 2005 abgerissen                                                                             |                               |
| unbekannt | Warschauer Brücke (Bahnanlage) (Lage)          | Dienstgebäude des Schlesischen Bahnhofs                                     | um 1900, Erweiterungsbau 1910; 2005 abgerissen                                                         |                               |